# Arnold Böcklin

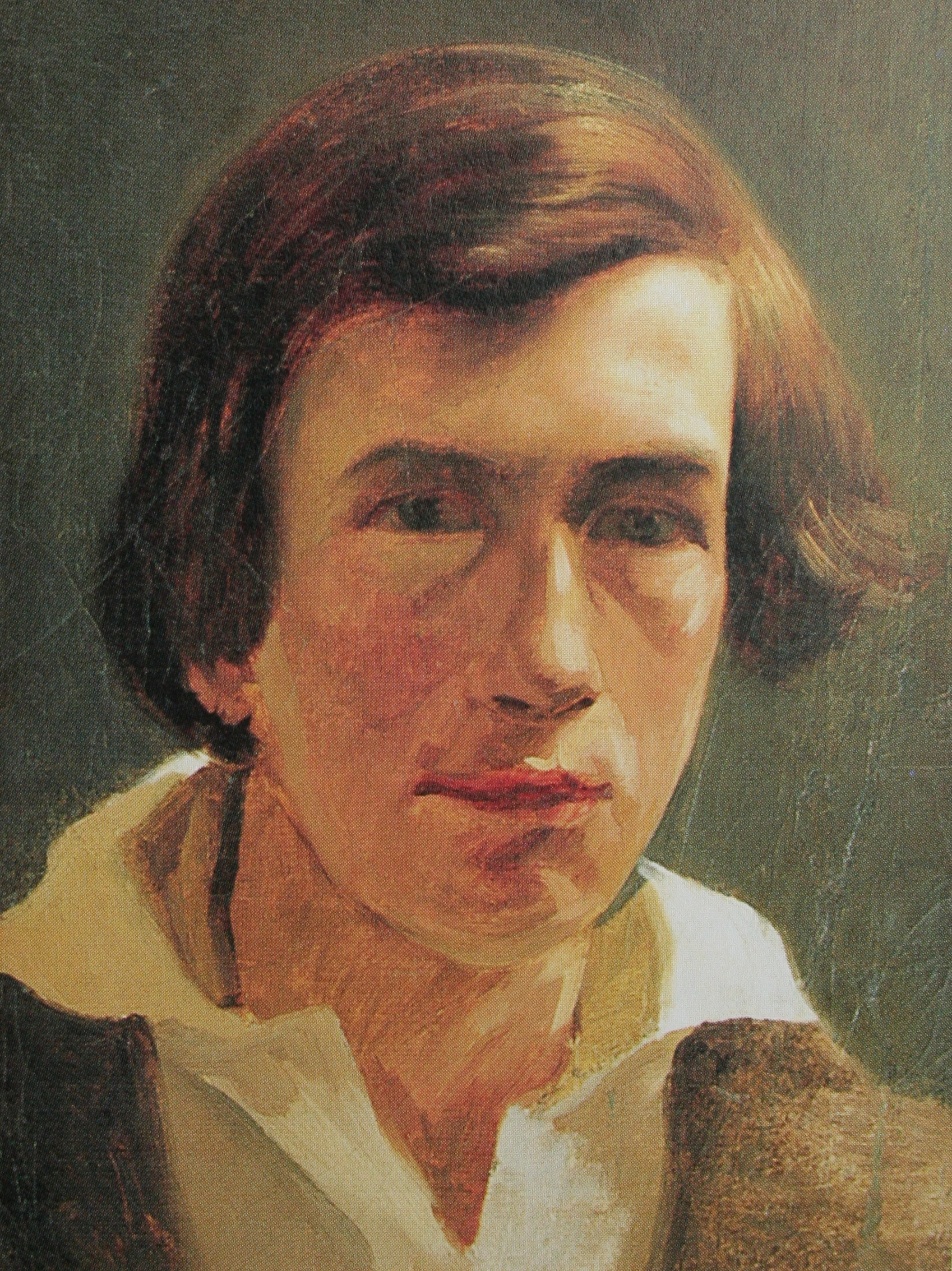
Rudolf Koller,
Bildnis von Arnold Böcklin, 1847, Kunsthaus Zürich, Moserbau 2

Arnold Böcklin (* 16. Oktober 1827 in Basel; † 16. Januar 1901 in San Domenico bei Fiesole; heimatberechtigt in Basel, Ehrenbürger der Stadt Zürich) war ein Schweizer Maler, Zeichner, Grafiker und Bildhauer des Symbolismus. Er gilt als einer der bedeutendsten bildenden Künstler des 19. Jahrhunderts in Europa. Laut der Einschätzung von Christian Klemm ist Böcklin der «begabteste und eigenwilligste unter den Schweizer Künstlern des letzten Jahrhunderts». Der Bilderzyklus Die Toteninsel mit fünf Varianten des gleichen Motivs stellt seine bekannteste Arbeit dar und wird als ikonisches Werk eingestuft.
Das Kunstmuseum Basel besitzt die grösste Sammlung aus dem Œuvre des Künstlers. Mehr als ein Dutzend Werke wurden dem Museum zudem als Deposita der Sammlung Gottfried Keller-Stiftung anvertraut.

## Leben

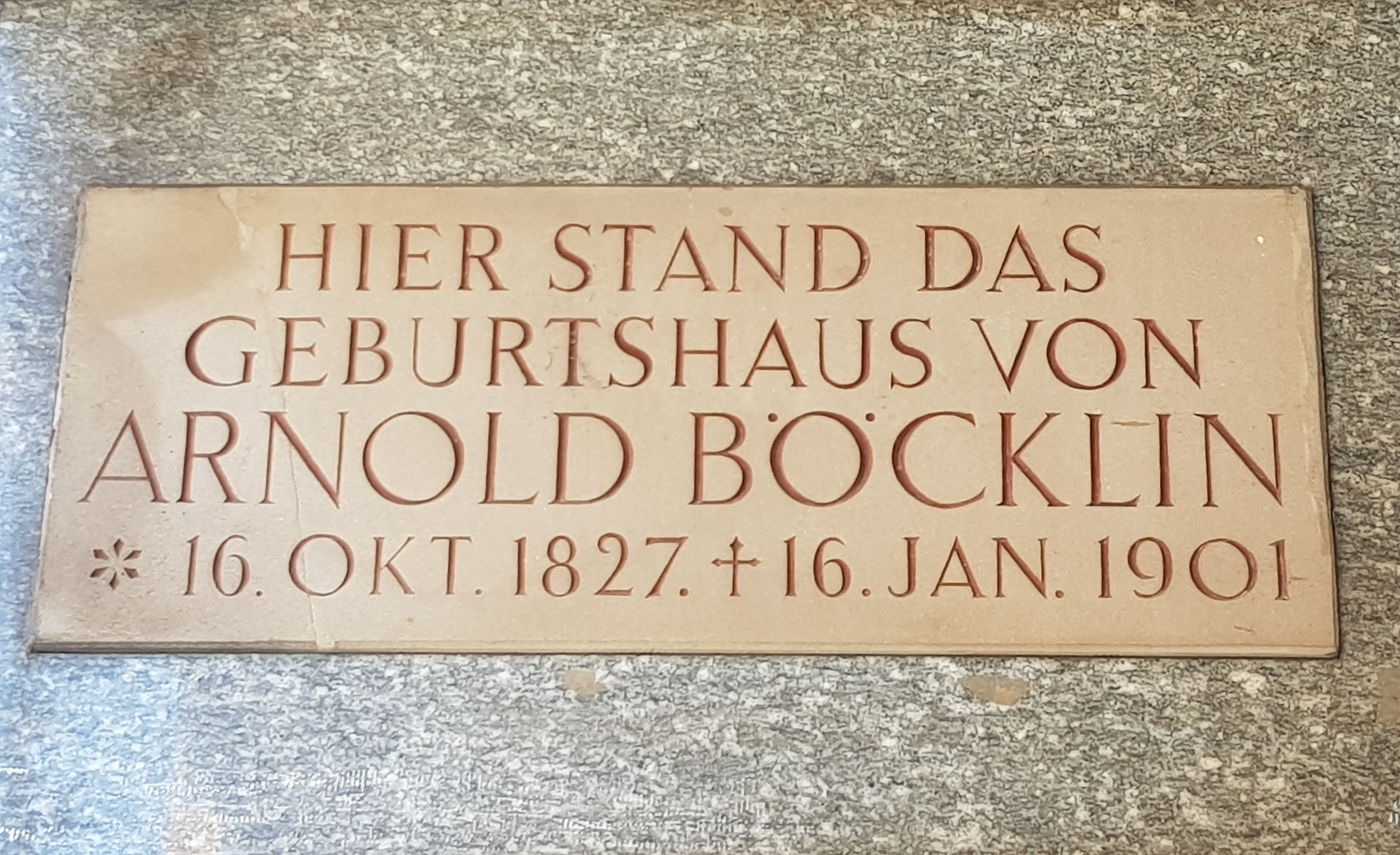
Geburtshaus von Arnold Bocklin, Gerbergasse 4, Basel

Böcklin war der Sohn des Seidenfabrikanten Christian Friedrich Böcklin (1802–1880) und der Ursula Böcklin-Lippe (1800–1861). Er wuchs in der Steinenvorstadt in Basel auf. Früh zeigte er Interesse an architektonischen und technischen Fragen sowie literarischen und kulturhistorischen Stoffen. Er erhielt in Basel Zeichenunterricht und studierte von 1845 bis 1847 an der Kunstakademie Düsseldorf bei Johann Wilhelm Schirmer, Theodor Hildebrandt und Rudolf Wiegmann. 1847 unternahm er mit Rudolf Koller, mit dem er in Düsseldorf zusammenwohnte, eine Studienreise nach Belgien, wo ihn die Arbeiten von Peter Paul Rubens stark beeindruckten. Weitere Reisen führten ihn in die Schweiz und in die Niederlande. Nach einem Aufenthalt beim Schweizer Landschaftsmaler Alexandre Calame ging er 1848 mit Rudolf Koller nach Paris und tätigte Studien im Louvre. Es folgte eine Tätigkeit im Atelier von Johann Gottfried Steffan. Bis 1850 arbeitete er in Basel, wo er seine ersten charakteristischen Landschaftsbilder malte.

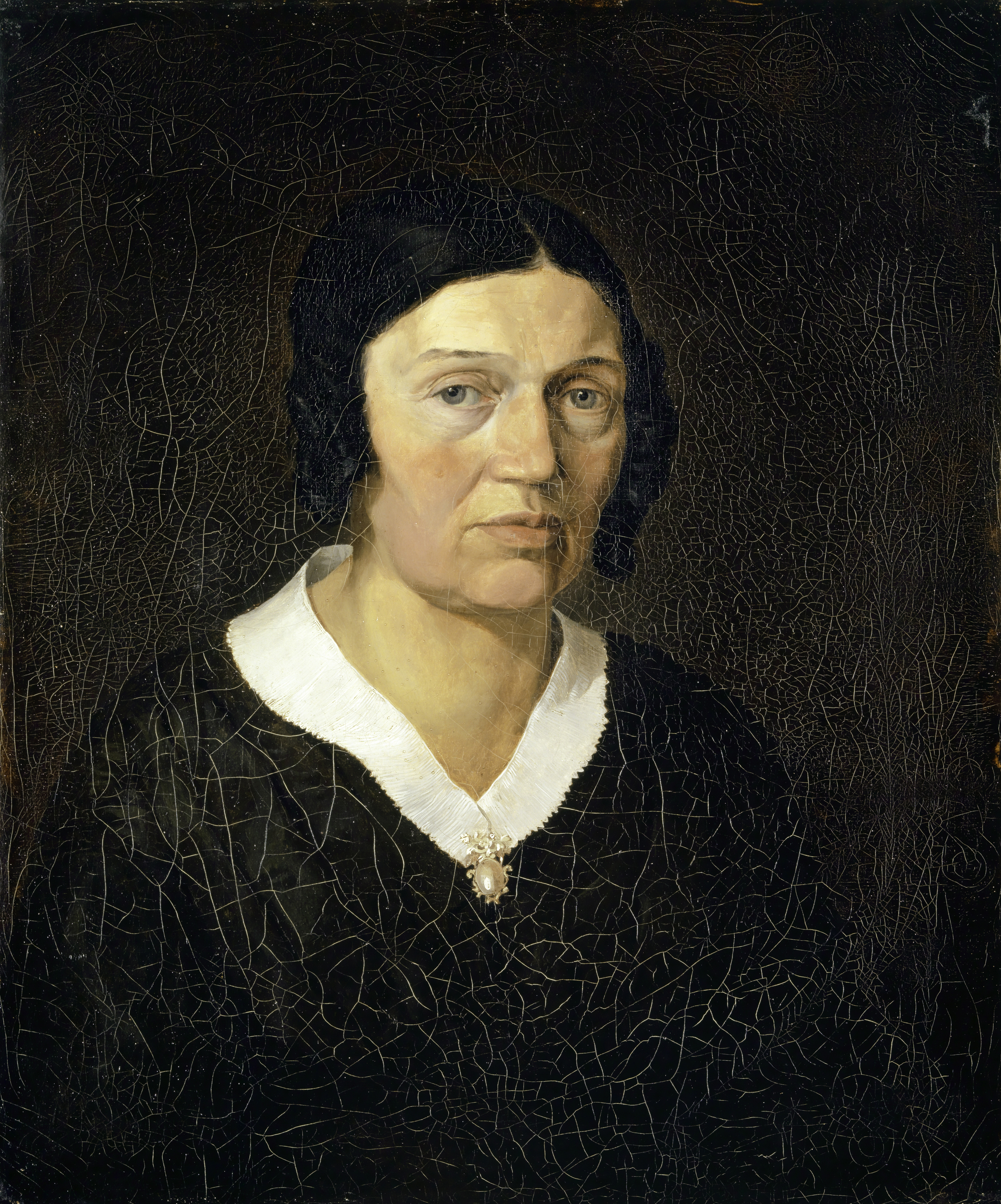
Arnold Böcklin, Bildnis Ursula Böcklin-Lippe, Mutter des Künstlers, 1846, Kunstmuseum Basel
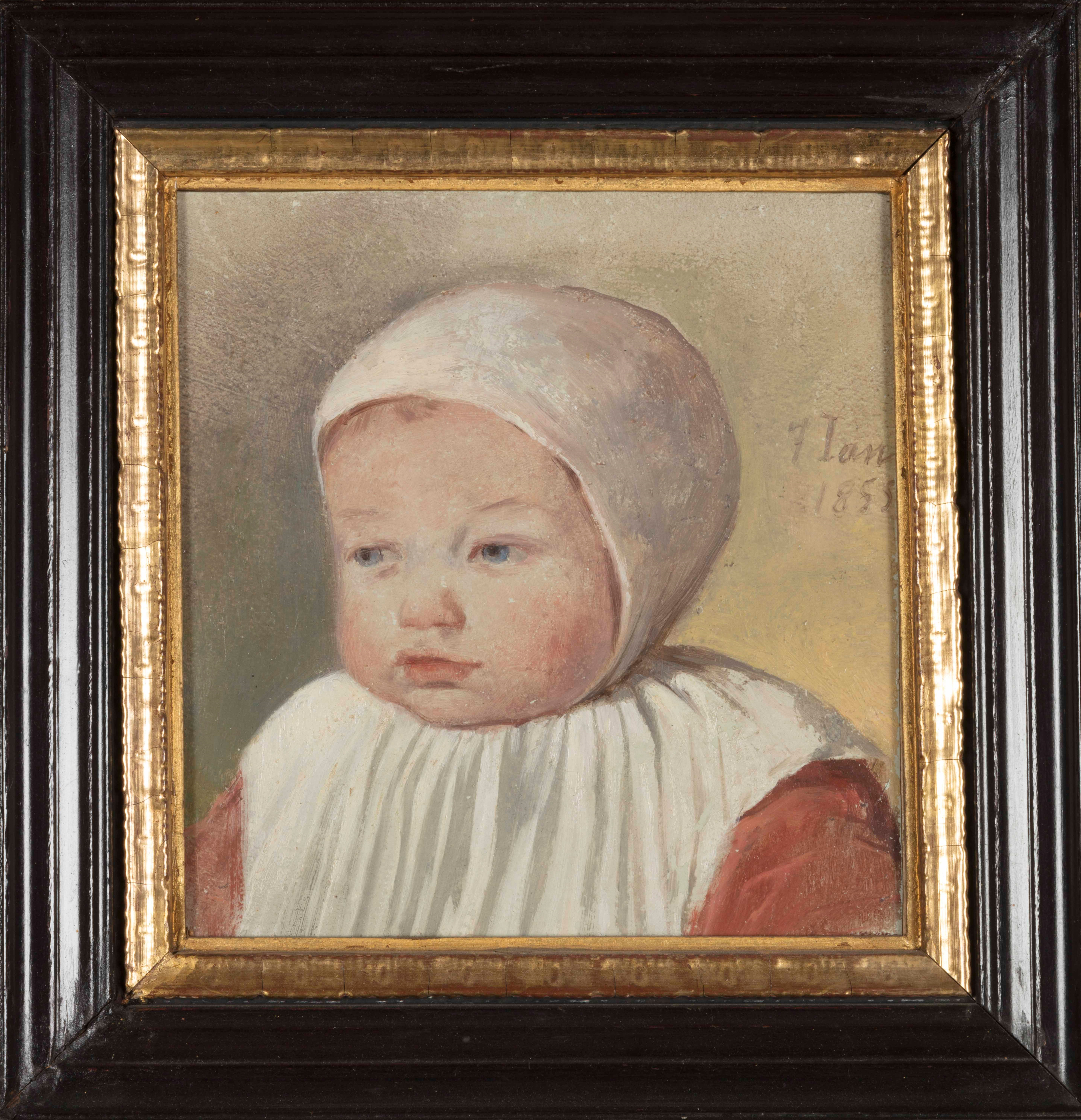
Arnold Böcklin, Federigo, 1855, Depositum der Gottfried Keller-Stiftung im Kunstmuseum Luzern, Inventarnummer GKS811
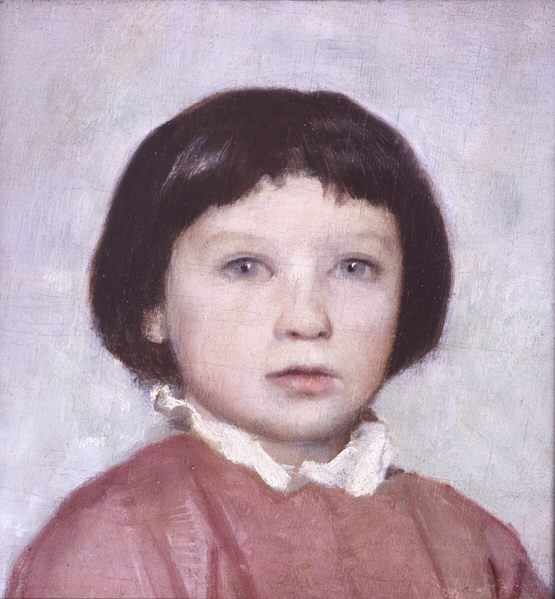
Arnold Böcklin, Bildnis des Sohnes Arnoldo, 1861
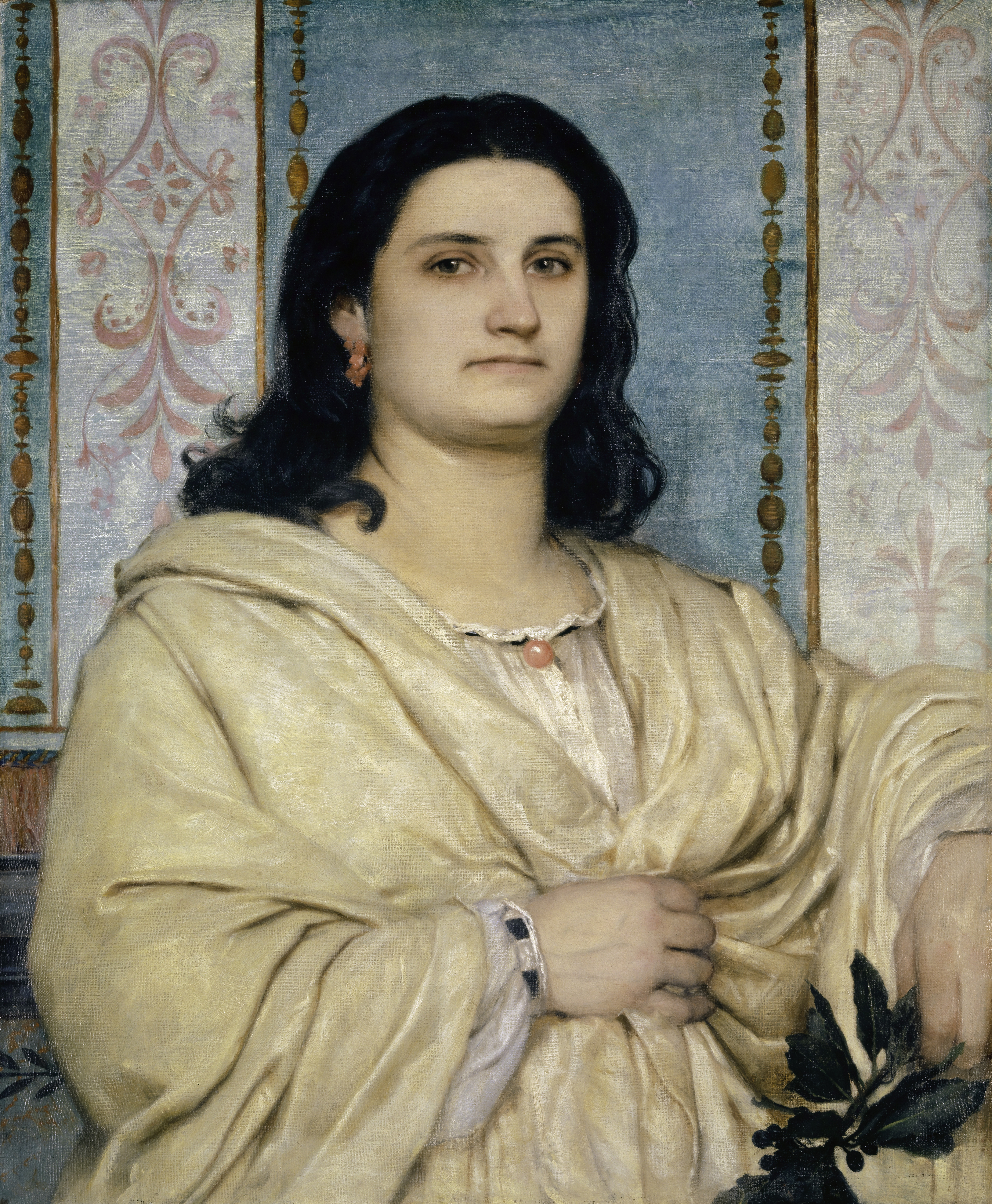
Arnold Böcklin, Angela Böcklin, Ehefrau des Künstlers, 1863, Kunstmuseum Basel
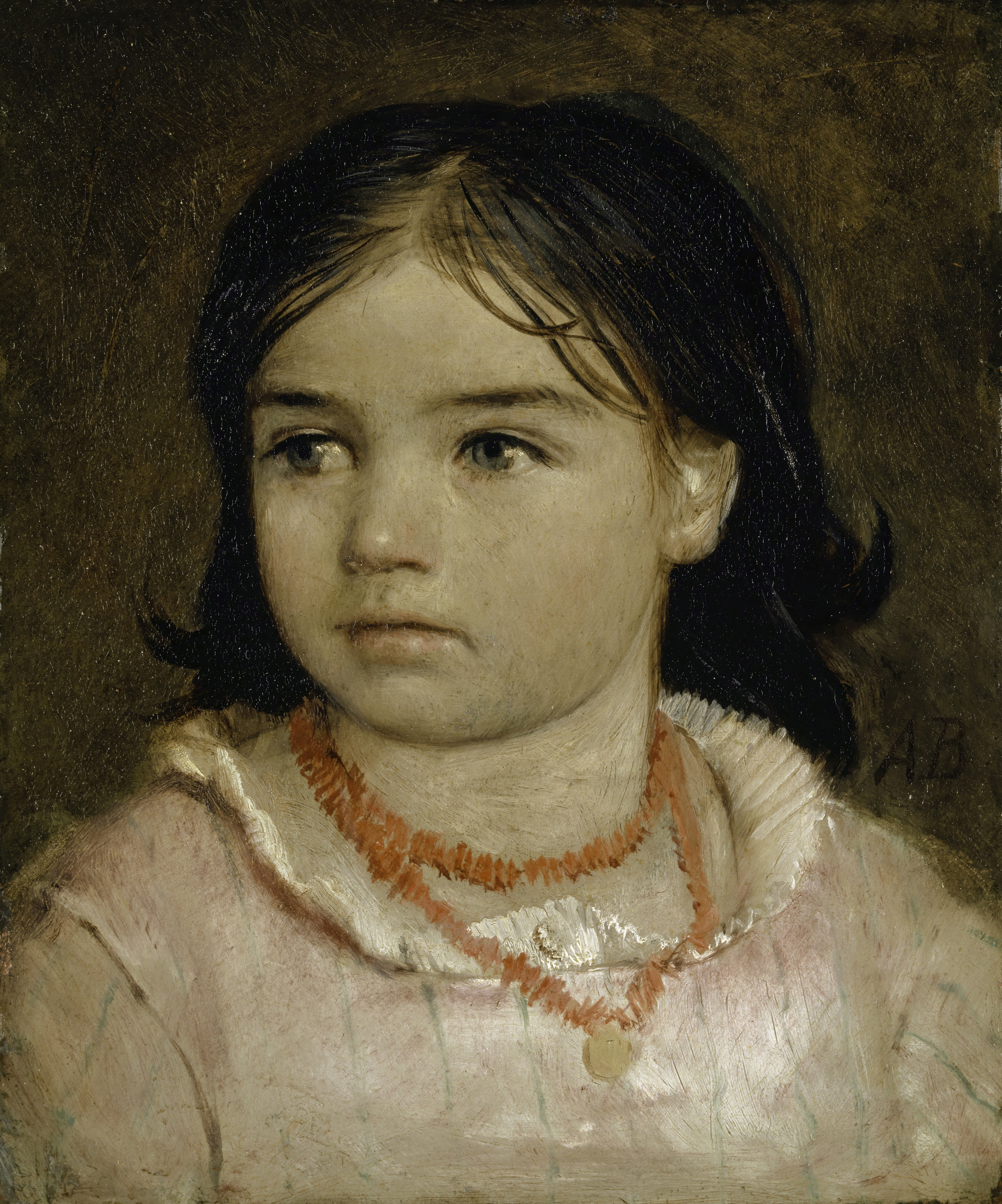
Arnold Böcklin, Bildnis der Tochter Lucia, 1864, Kunstmuseum Basel
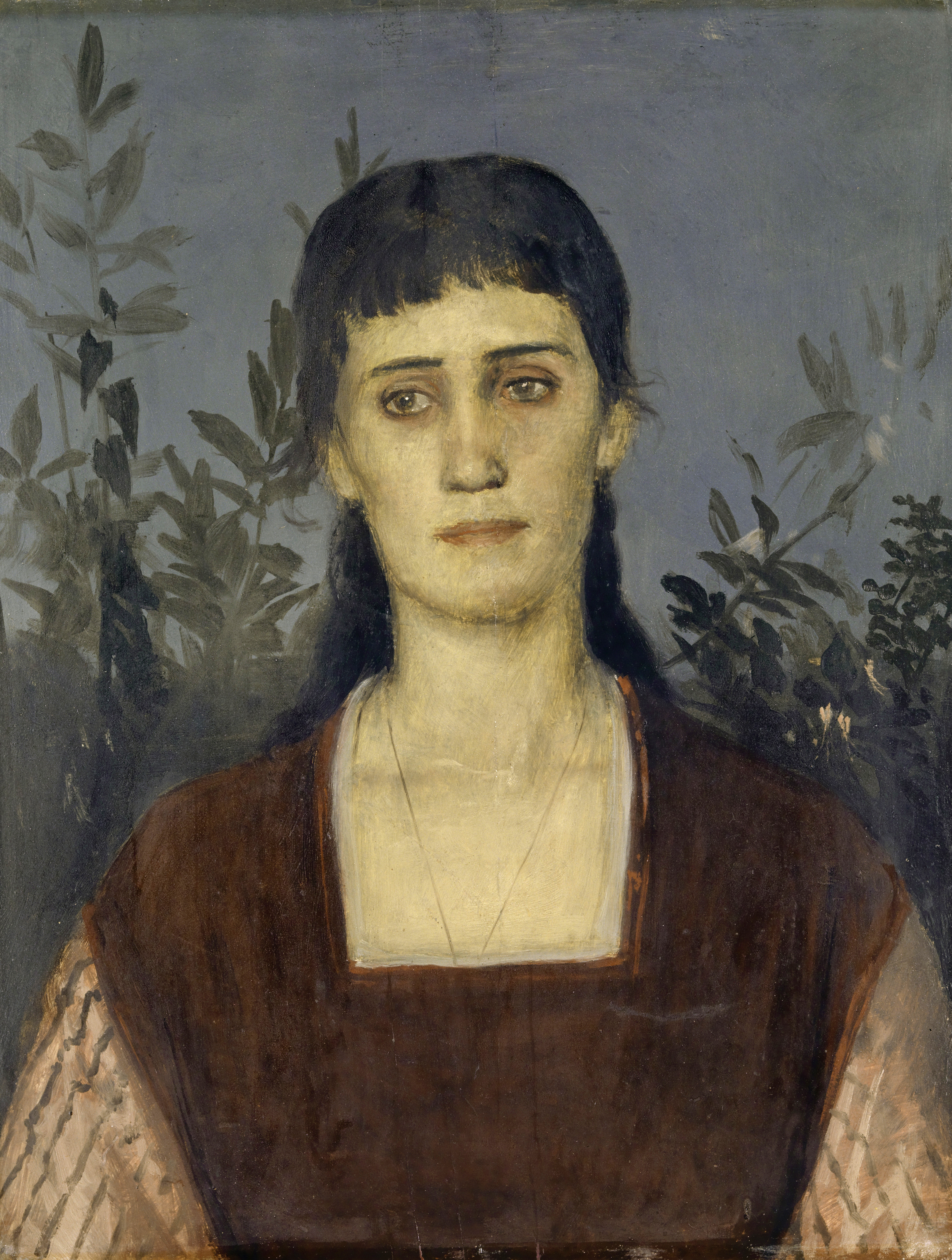
Arnold Böcklin, Bildnis Clara Bruckmann-Böcklin, der ältesten Tochter des Künstlers, 1876, Kunstmuseum Basel

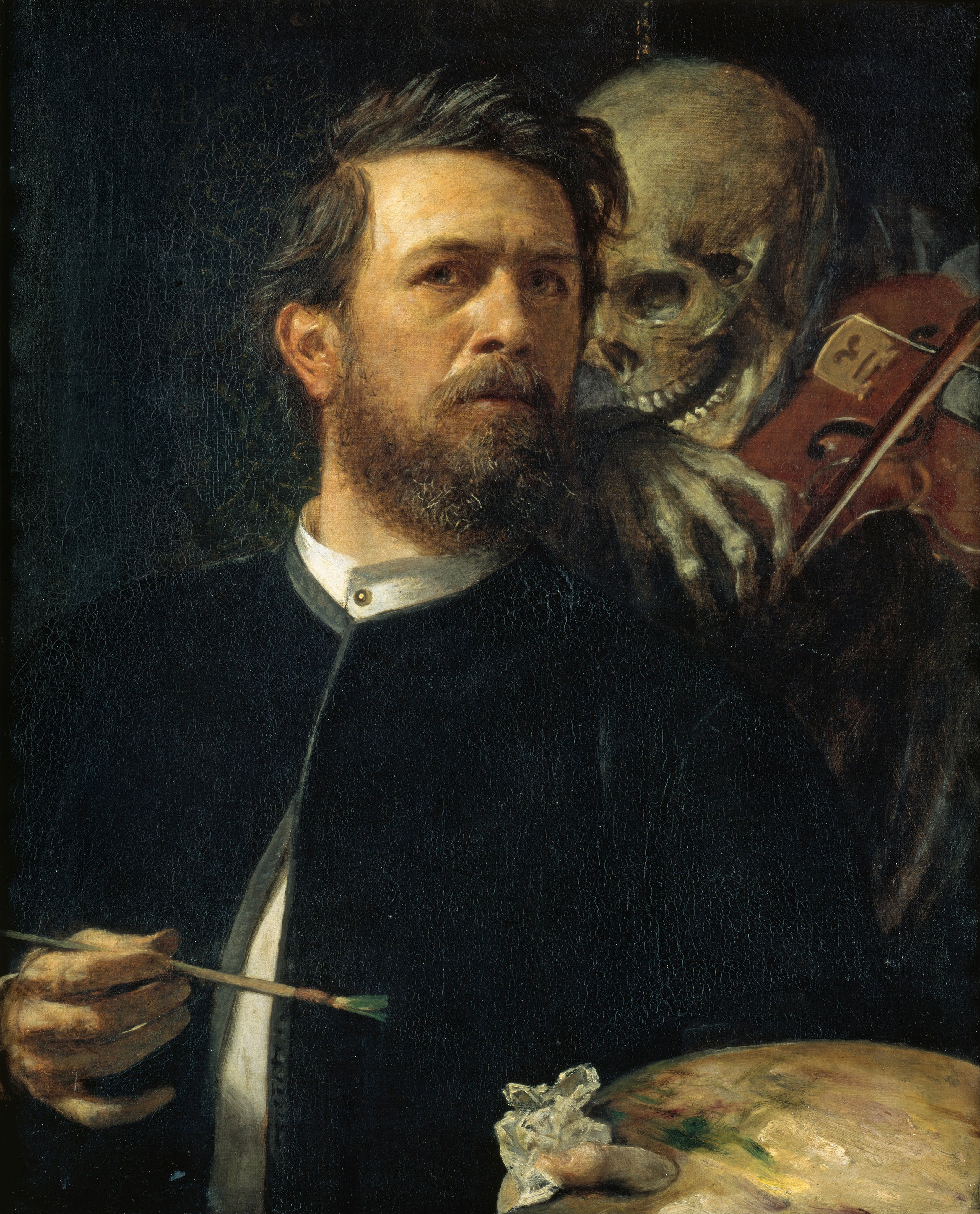
Selbstbildnis mit fiedelndem Tod, 1872, Alte Nationalgalerie, Berlin

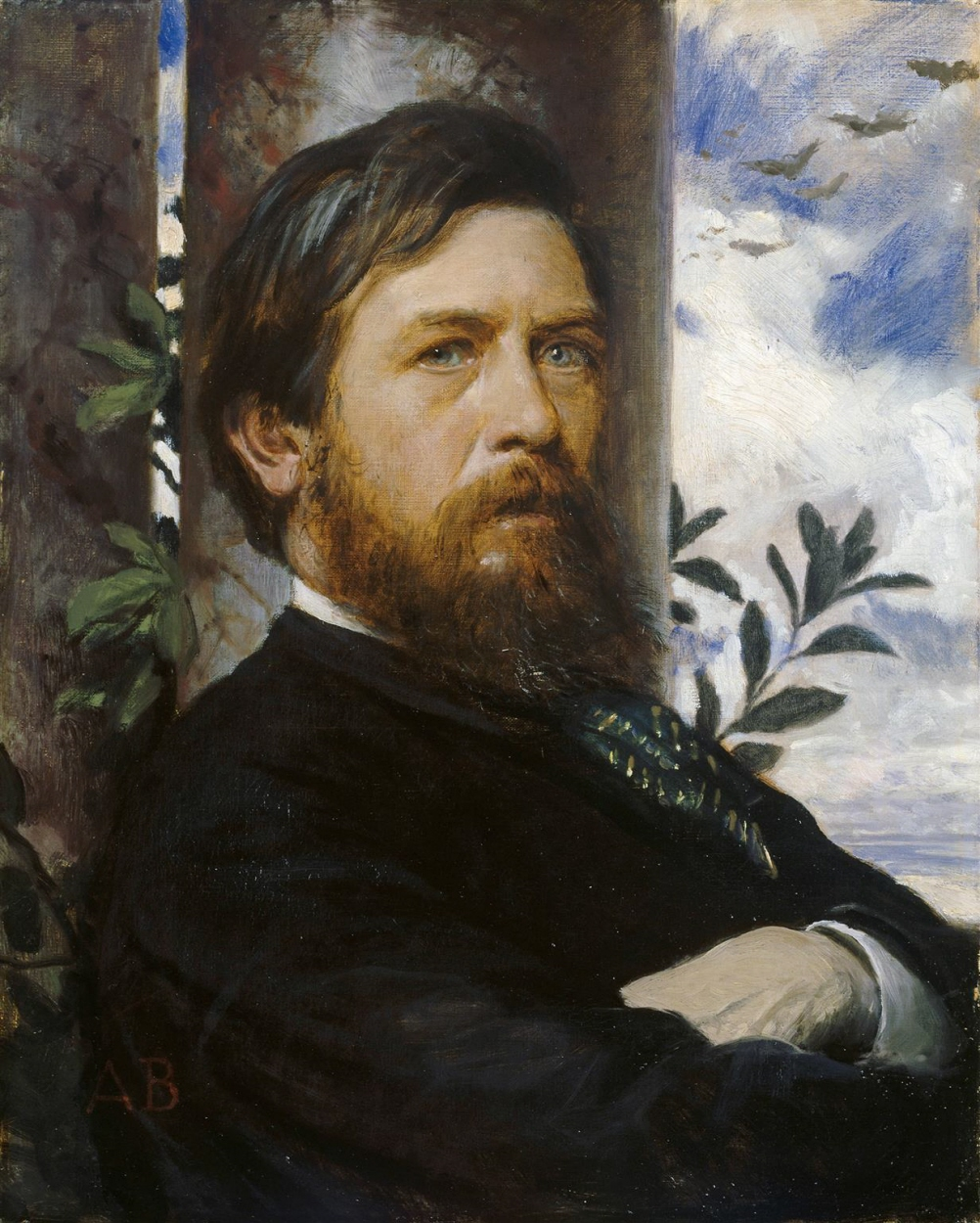
Selbstporträt, 1873, Hamburger Kunsthalle

Von 1850 bis 1857 arbeitete er mit Unterbrechungen in Rom, wo er sich mit den alten Meistern auseinandersetzte. Während seines dortigen siebenjährigen Aufenthaltes stand er unter starkem Einfluss von Gaspard Dughet und Franz-Dreber. 1853 heiratete Böcklin Angela Pascucci (1836–1915). Seine Ehefrau sollte das Modell vieler seiner Gemälde werden. Das Paar bekam vierzehn Kinder, acht starben bereits im Kindesalter. 1857 siedelte die Familie nach Basel über. Die Tochter Clara wurde Ehefrau des Bildhauers Peter Bruckmann, der Sohn Carlo Architekt und Maler.
1856 hielt sich Arnold Böcklin in München auf und erhielt 1858 – nach Empfehlung durch Anselm Feuerbach – vom hannoverschen Konsul in Palermo Karl Wedekind den Auftrag, in dessen Villa in Hannover den Speisesaal auszumalen. Durch das Bild Pan im Schilf wurde er im März 1859 weithin bekannt. Von 1860 bis 1862 lehrte er, gefördert von Graf Adolf Friedrich von Schack, als Professor an der Grossherzoglich-Sächsischen Kunstschule in Weimar. Die Jagd der Diana war 1862 seine erste grosse Auftragsarbeit.
1861 war er in Rom und besuchte Neapel und Pompeji. In dieser Zeit vollendete er seinen unverkennbaren Stil mit den deutlichen Konturen und der intensiven Leuchtkraft seiner Farben, durch die er in seinen Gemälden eine Welt von mythologischen Fabelwesen veranschaulichte.
Von Rom kehrte Böcklin mit seiner Familie 1866 erneut nach Basel zurück. Jacob Burckhardt vermittelte ihm 1868 den Auftrag, für Karl Sarasin einen Gartensaal seines Hauses in Basel mit drei Fresken auszustatten. Böcklin forderte Rudolf Schick auf, ihn bei der Ausführung zu unterstützen. Innerhalb von zwei Monaten wurden die drei Wandbilder Rast auf der Flucht nach Ägypten, König David mit der Harfe und Der Gang nach Emmaus fertiggestellt. Sie befinden sich heute im Kunstmuseum Basel.
Hans Sandreuter war Böcklins engster Schüler; manche Kritiker warfen ihm zu Lebzeiten vor, ein Böcklin-Epigone zu sein.
1871 schuf Böcklin sechs Masken für die Gartenfassade der Kunsthalle Basel und hielt sich im gleichen Jahr bis 1874 in München auf, wo er 1872 das Selbstbildnis mit fiedelndem Tod malte. 
Vom Herbst 1874 bis zum April 1885 lebte er in Florenz, meist im Palazzo dei Pittori, einem Atelierhaus von Wladimir von Swertschkoff. Hier entstand der Werkzyklus, bestehend aus fünf Fassungen des Bildes Die Toteninsel zwischen 1880 und 1886.
1875 kaufte Louis Sussmann-Hellborn Böcklins Gemälde Meeresidylle (auch Triton und Nereide) für 10'000 Mark ab (später in der Nationalgalerie, seit 1945 verschollen).
Böcklin hatte lebenslang die Sehnsucht zu fliegen. Seinen ersten Flugapparat konstruierte er um 1855 und testete ihn in Rom.
Gustav Adolf zu Hohenlohe-Schillingsfürst, damals Monsignore und später deutscher Kurienkardinal in Rom, erwirkte bei Papst Pius IX. die Erlaubnis, den Flugapparat in der grossen Halle der päpstlichen Reitschule auszuprobieren. Die damalige Inquisition erwirkte einen Haftbefehl gegen Böcklin; dieser floh aus Rom.

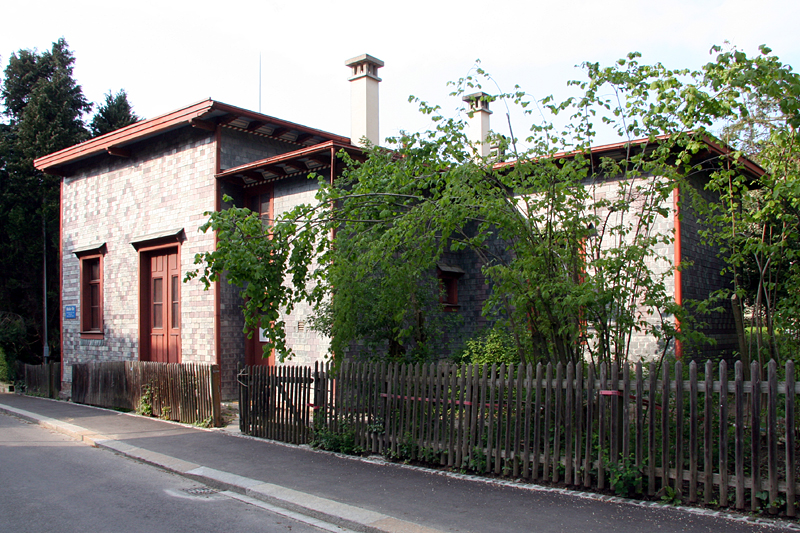
Atelier an der jetzigen Böcklinstrasse 17 in Zürich

Um 1883 hielt sich Böcklin in Berlin auf und scheiterte auf dem Tempelhofer Feld mit dem Versuch eines motorlosen Fluges.

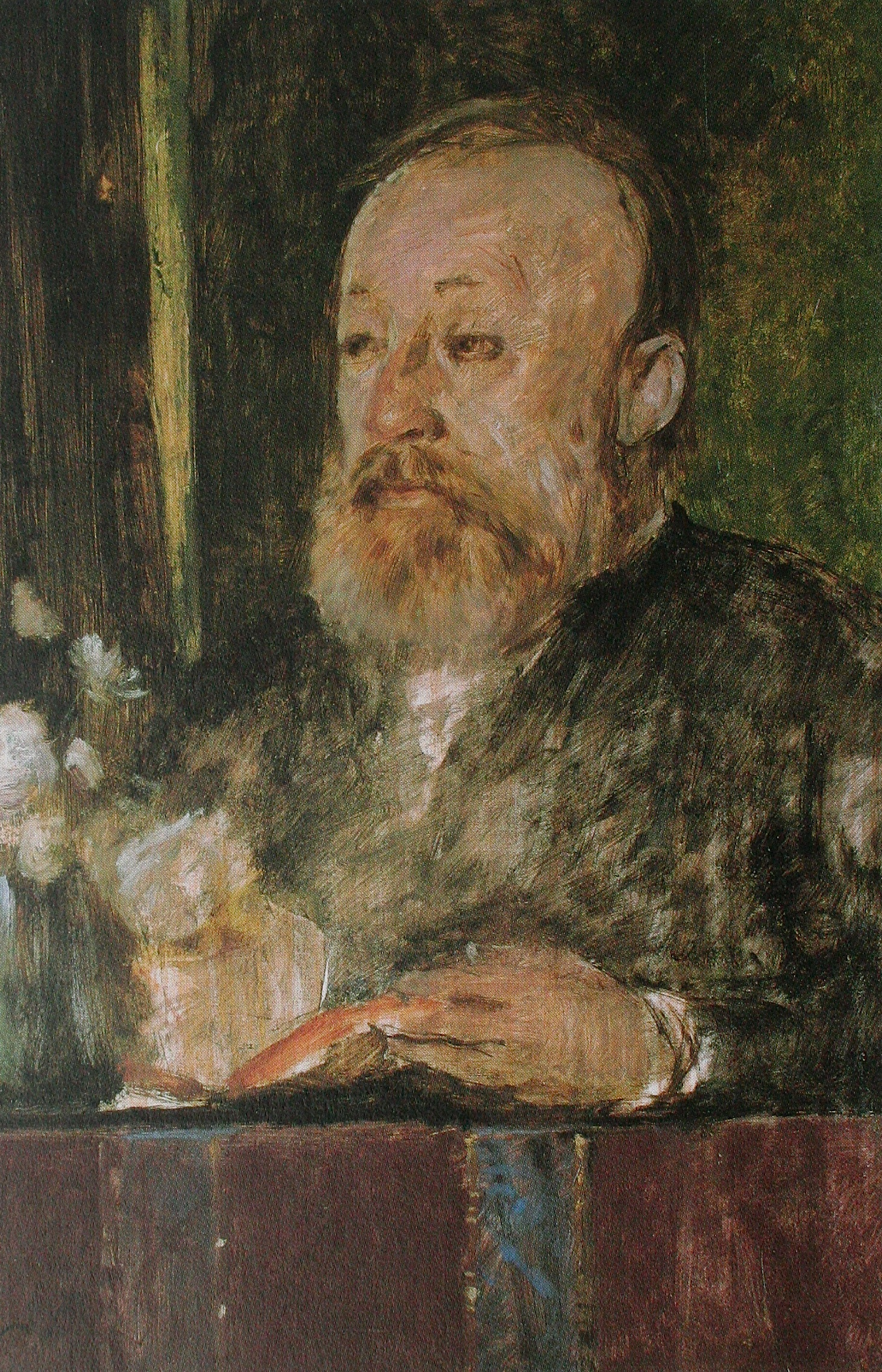
Bildnis Gottfried Keller, Gemälde von Arnold Böcklin, 1889, Gottfried Keller-Stiftung, Inventarnummer GKS521, Depositum im Kunsthaus Zürich

1885 bis 1892 wohnte er in Hottingen bei Zürich, wo er sich an der heutigen Böcklinstrasse 17 vom Zürcher Architekturprofessor Georg Lasius ein Ateliergebäude errichten liess. Gottfried Keller war dort oft zu Gast. Nach einem Schlaganfall 1892 liess er sich mit seiner Frau und seinen Söhnen bei Florenz nieder und bezog später sein Anwesen Villa Bellagio in Fiesole. Die «Stadlerische Kunstschule» von Louise Stadler übernahm das Atelier von Böcklin.

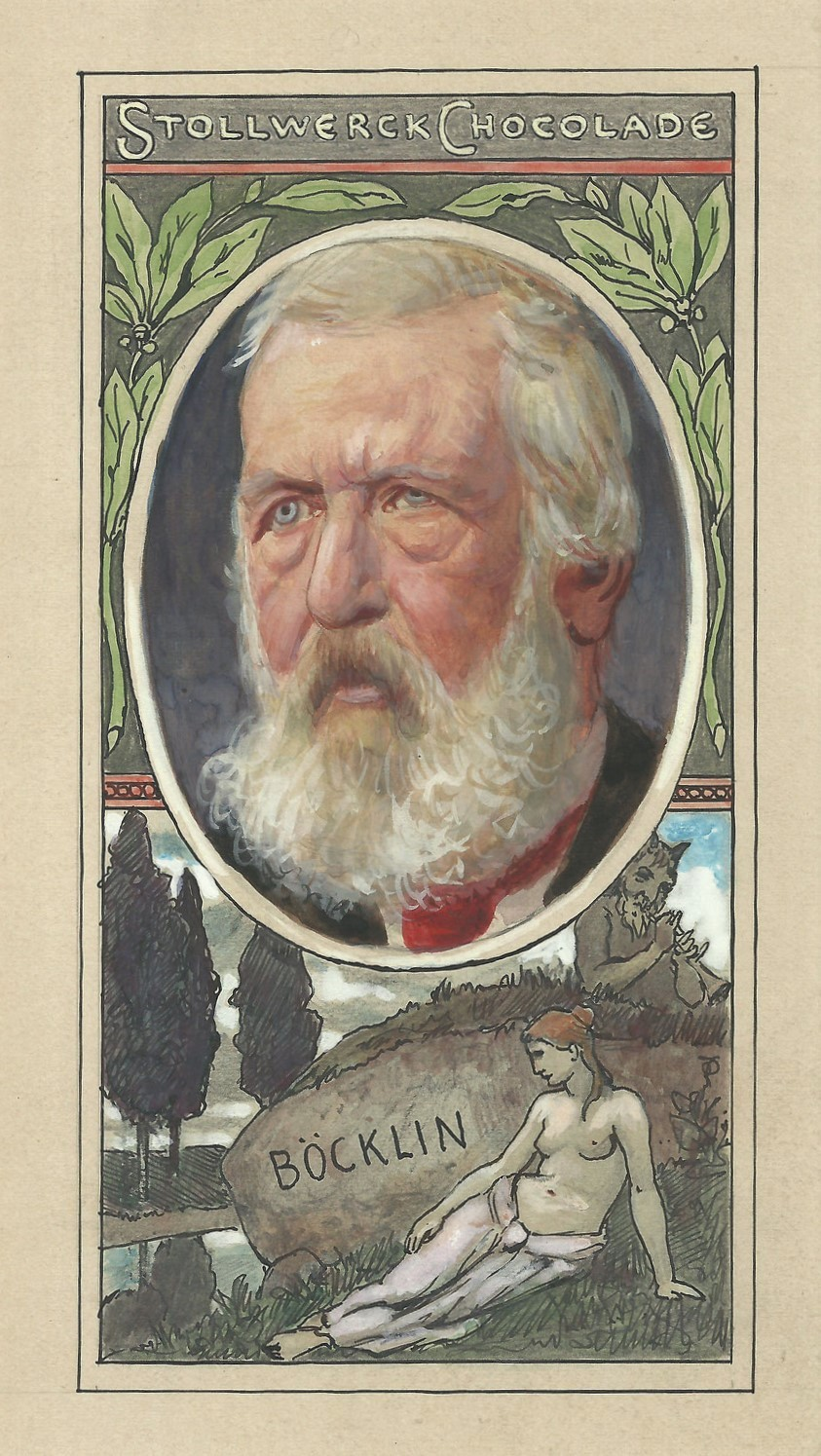
Hans Krause, Sammelbild „Arnold Böcklin“, Stollwerck Chocolade

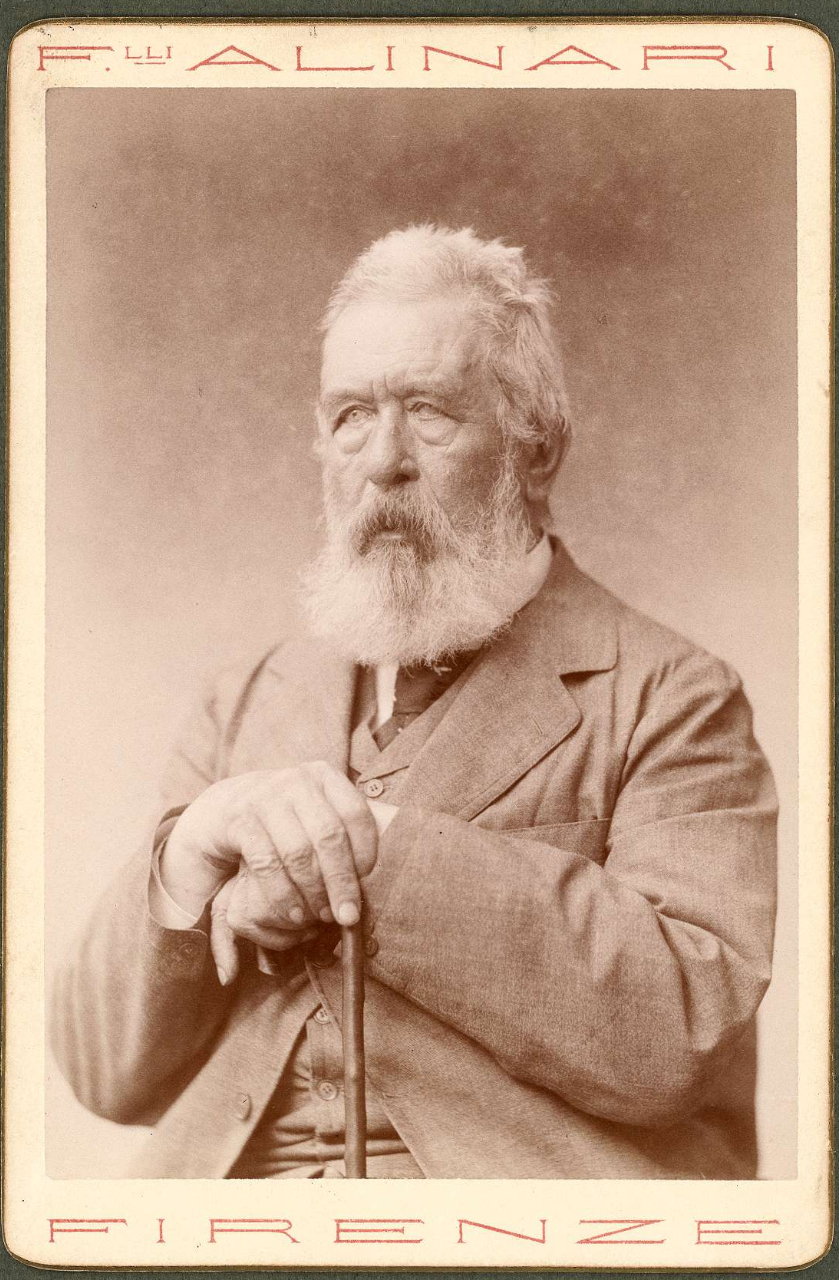
Arnold Böcklin, Foto: Fratelli Alinari, Florenz, 1897

Zu seinem 70. Geburtstag wurden 1897 seine Werke in der Kunsthalle Basel gezeigt, desgleichen 30 Jahre später, also 1927, zu seinem 100. Geburtstag.

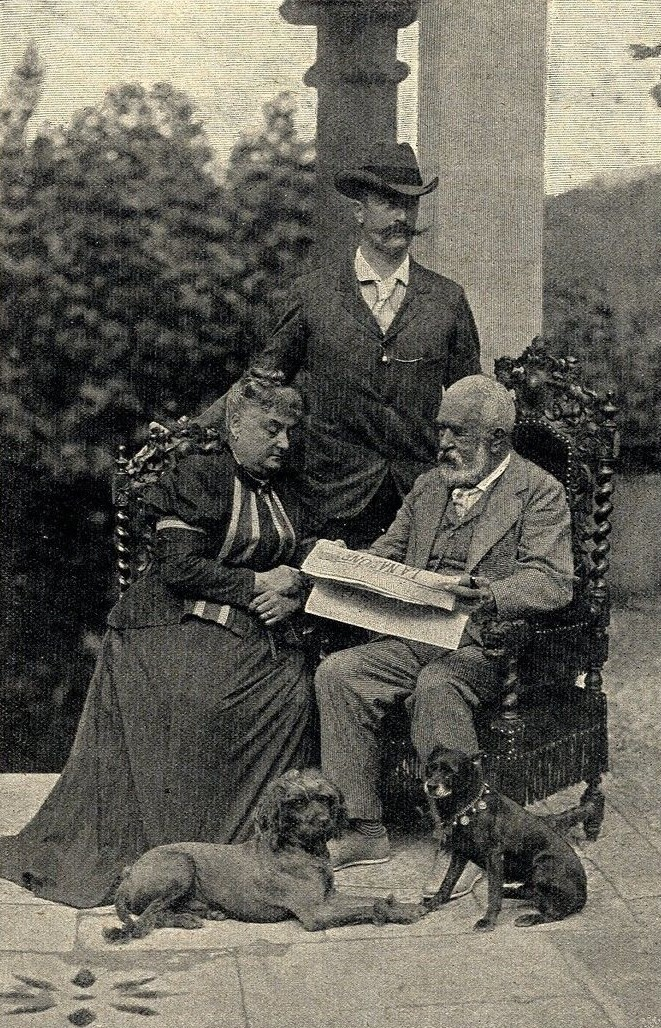
Arnold Böcklin mit seiner Frau Angela und seinem Sohn Carlo, Foto: Carlo Brogi, circa 1900

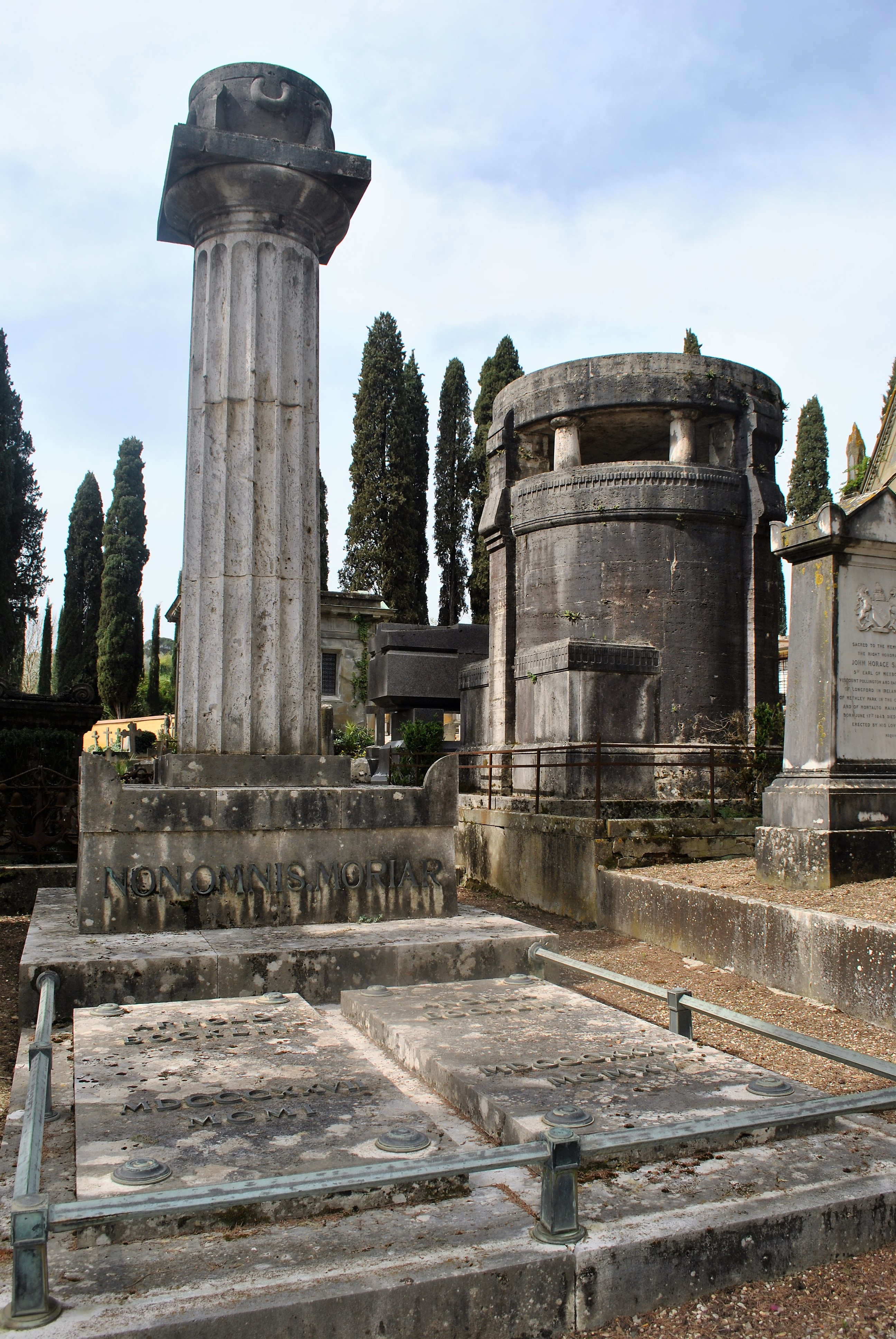
Grab von Arnold Böcklin auf dem Cimitero degli Allori in Florenz

Böcklin starb auf seinem Anwesen und wurde am 18. Januar 1901 auf dem protestantischen Friedhof Cimitero Evangelico agli Allori bei Florenz beigesetzt. Das Grab hatte sein Sohn Carlo entworfen; es trug die Inschrift aus der Ode «Exegi monumentum…» (3,30) von Horaz «Non omnis moriar»: «Nicht ganz werde ich sterben» (gemeint ist: «Nicht alles an mir stirbt»).
Auf demselben Friedhof ist auch Karl Stauffer bestattet. Die Gemeinde benannte eine Zufahrtsstrasse zum Anwesen Via Arnold Böcklin. August Bösch führte sein Atelier in Zürich weiter.
Zum 100. Todestag Böcklins 2001 wurde sein Ateliergebäude in Zürich instand gesetzt. Die Stiftung Künstleratelier Arnold Böcklin beauftragte die Abklärung der Gartengeschichte und einen Pflegeplan für den damals vernachlässigten Ateliergarten.
Im gleichen Jahr zeigte das Kunstmuseum Basel in einer umfassenden Retrospektive Werke von Böcklin.

## Zitat
«Die Porträtkunst ist die elendste Gattung der Malerei, weil bei ihr der Künstler am meisten gebunden ist.»

## Werke
Neben Ferdinand Hodler, Max Klinger und Lovis Corinth ist Böcklin einer der Hauptvertreter des deutschen Symbolismus, der mit der dominierenden akademischen Malerei und dem vorherrschenden Naturalismus der zweiten Hälfte des 19. Jahrhunderts brach. Böcklin gehörte auch zur bevorzugten Auswahl zeitgenössischer Künstler, die das «Komité zur Beschaffung und Bewertung von Stollwerckbildern» der Kölner Schokoladenfabrik Stollwerck für Entwurfsaufträge vorschlug. Surrealisten wie Giorgio de Chirico, Salvador Dalí und Max Ernst sahen in Böcklin einen ihrer Vorläufer und würdigten ihn als «genialen und ironischen Künstler».
Die drei Wandmalereien im Treppenhaus des Naturhistorischen Museums in Basel entstanden zwischen 1868 und 1870.
Zu den bedeutendsten Werken des Künstlers zählen die fünf Varianten der Villa am Meer, das Selbstbildnis mit fiedelndem Tod (1872) und die fünf Varianten der Toteninsel (1880–1886). Im Jahr 1877 schuf Böcklin das Gemälde Schlafende Diana, von zwei Faunen belauscht, ausgestellt im Museum Kunstpalast in Düsseldorf, 1896 das Bild Der Krieg, das heute in der Galerie Neue Meister in Dresden präsentiert wird, 1897 die zweite Version Der Krieg, im Moserbau des Kunsthauses Zürich als Depositum der Gottfried Keller-Stiftung ausgestellt.

## Mandate
1888 bis 1890 war Arnold Böcklin Mitglied der Eidgenössischen Kunstkommission, ab 1890 im Stiftungsrat der 1890 von Lydia Welti-Escher gegründeten Gottfried Keller-Stiftung.

## Bilder (Auswahl)

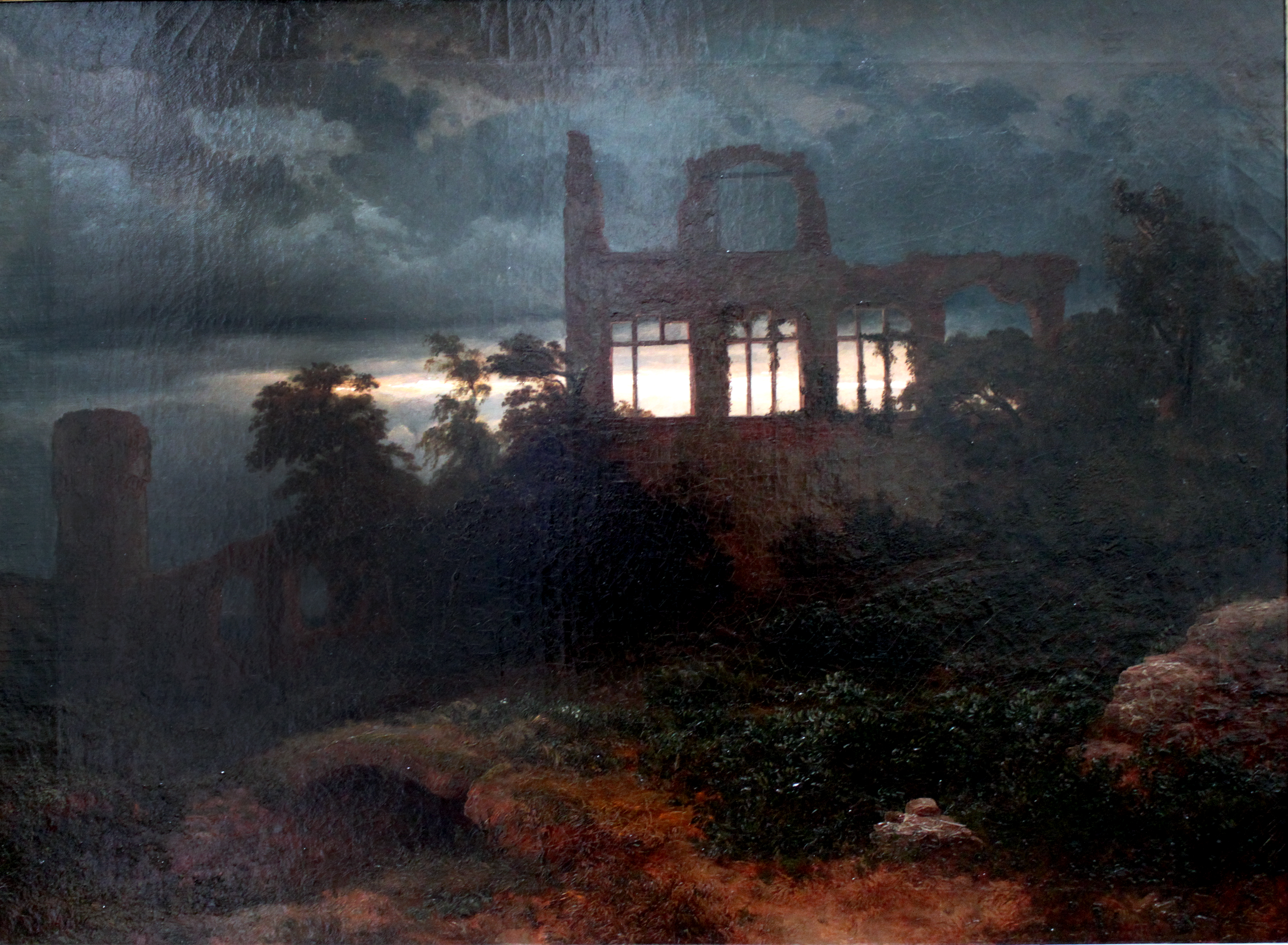
Landschaft mit Burgruine, 1847, Alte Nationalgalerie, Berlin
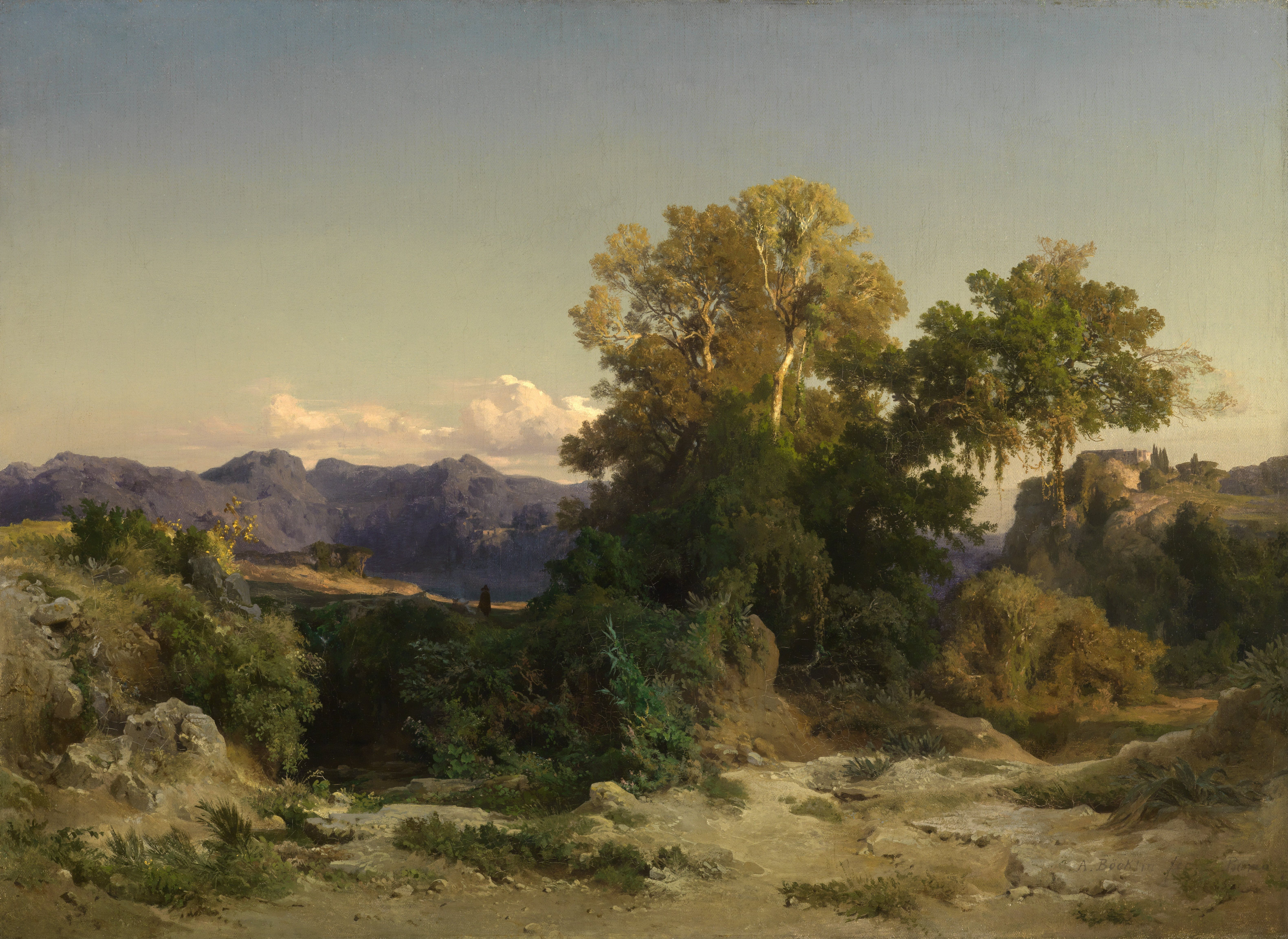
Im Albanergebirge, 1851, Staatliche Kunsthalle Karlsruhe
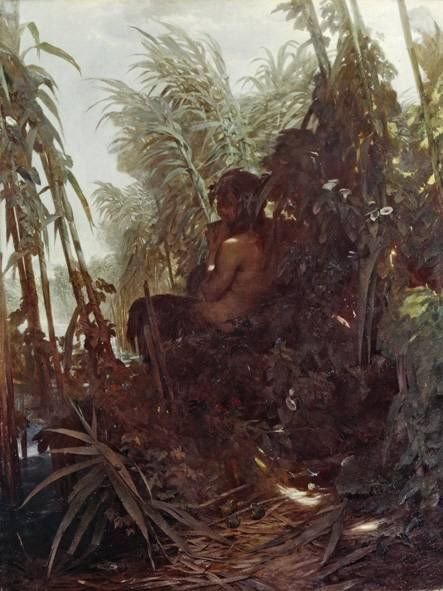
Pan im Schilf, 1858, Sammlung Schack, Bayerische Staatsgemäldesammlungen, München
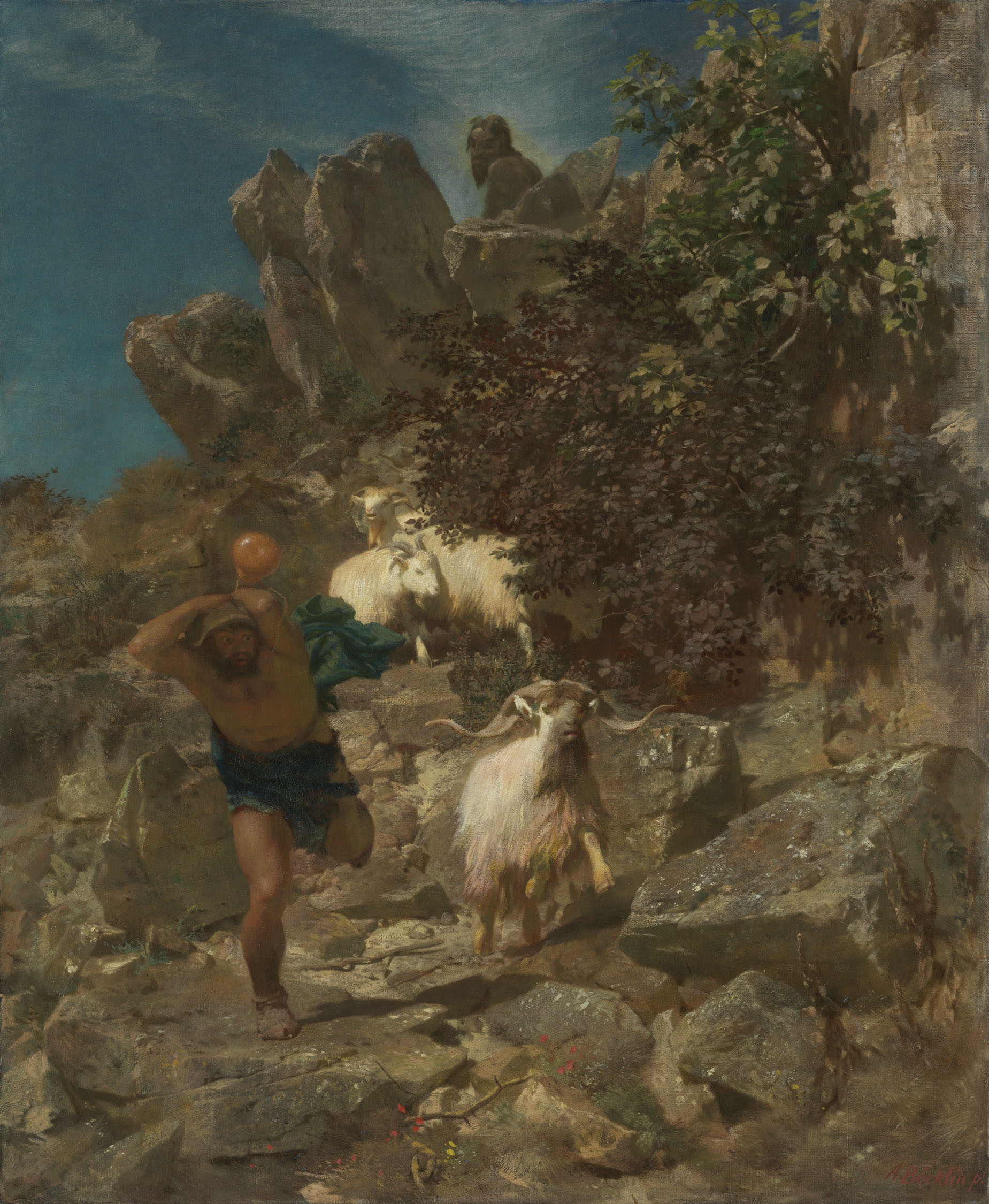
Pan erschreckt einen Hirten, um 1860, Sammlung Schack, Bayerische Staatsgemäldesammlungen, München
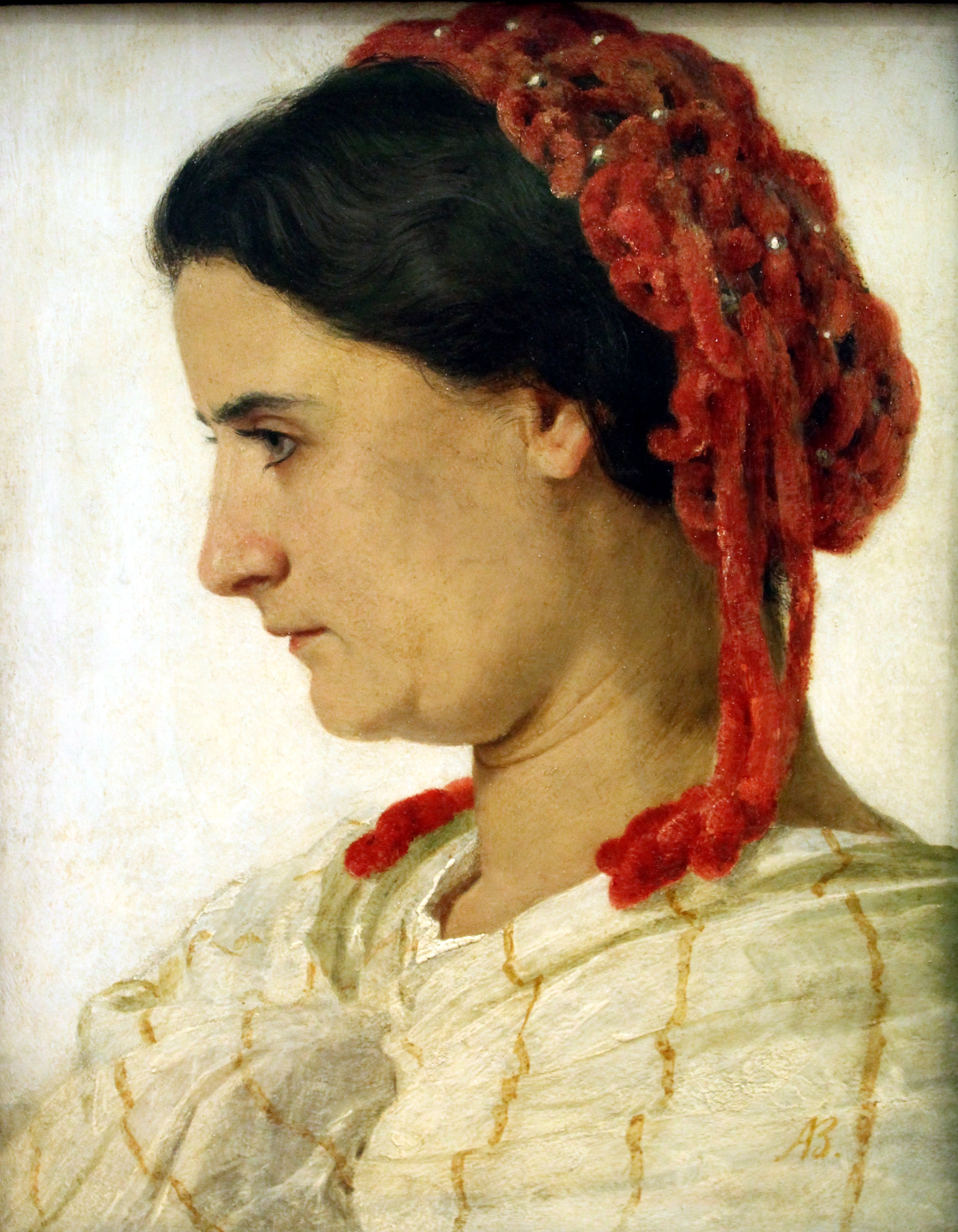
Angela Böcklin, 1863, Alte Nationalgalerie, Berlin
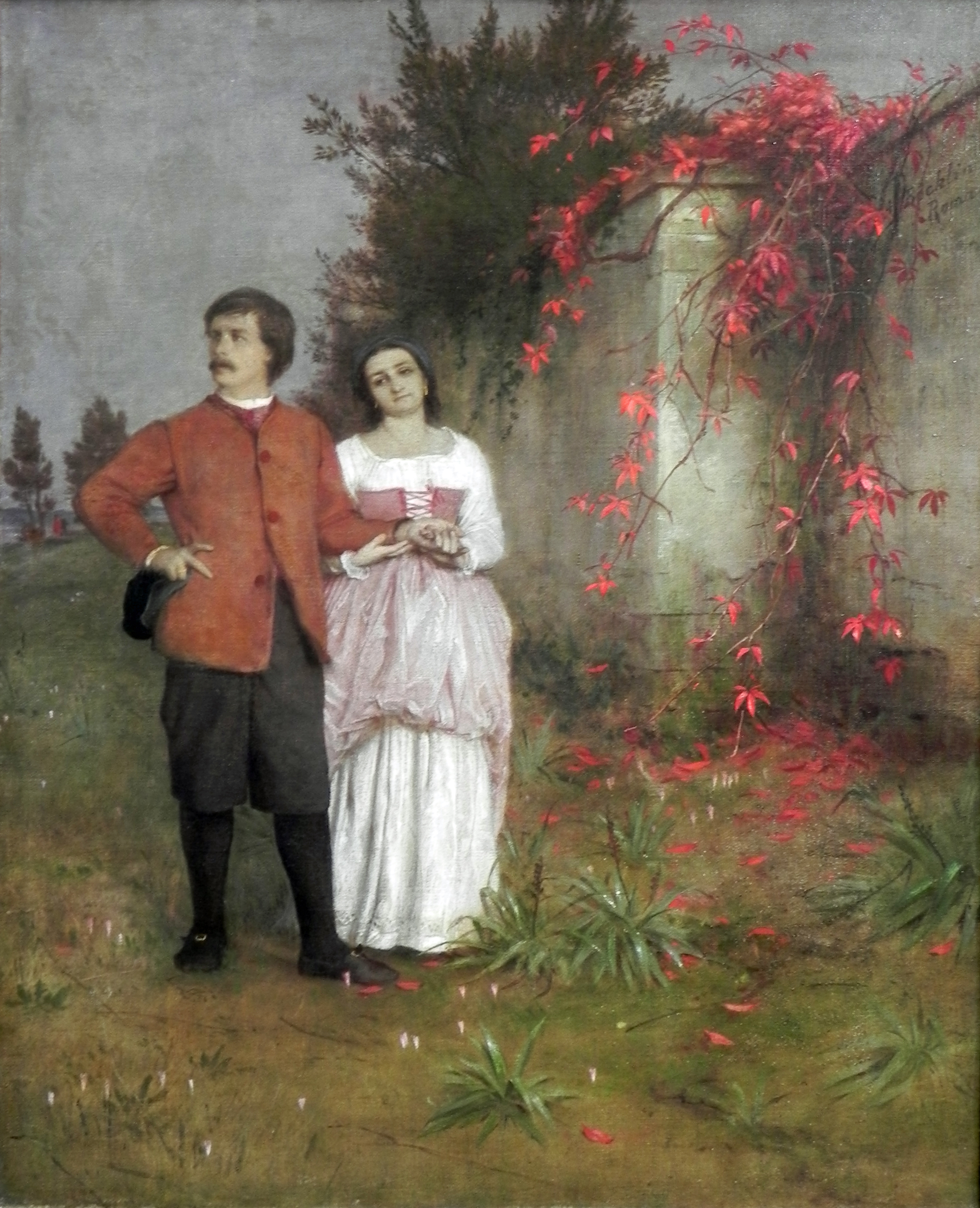
Der Künstler mit seiner Frau, 1863/64, Alte Nationalgalerie, Berlin
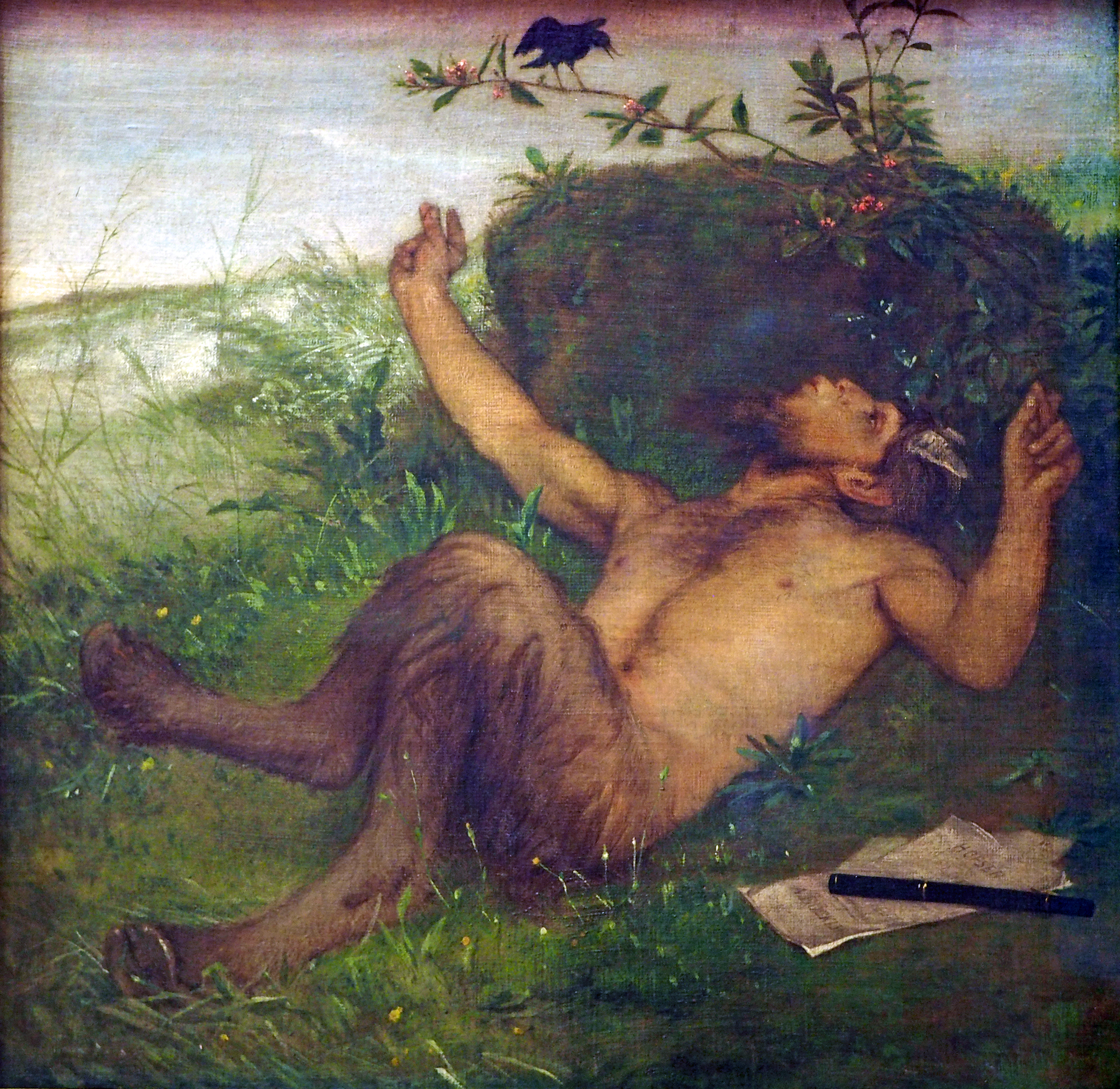
Faun, einer Amsel zupfeifend, 1863, zweite Version, Landesmuseum Hannover
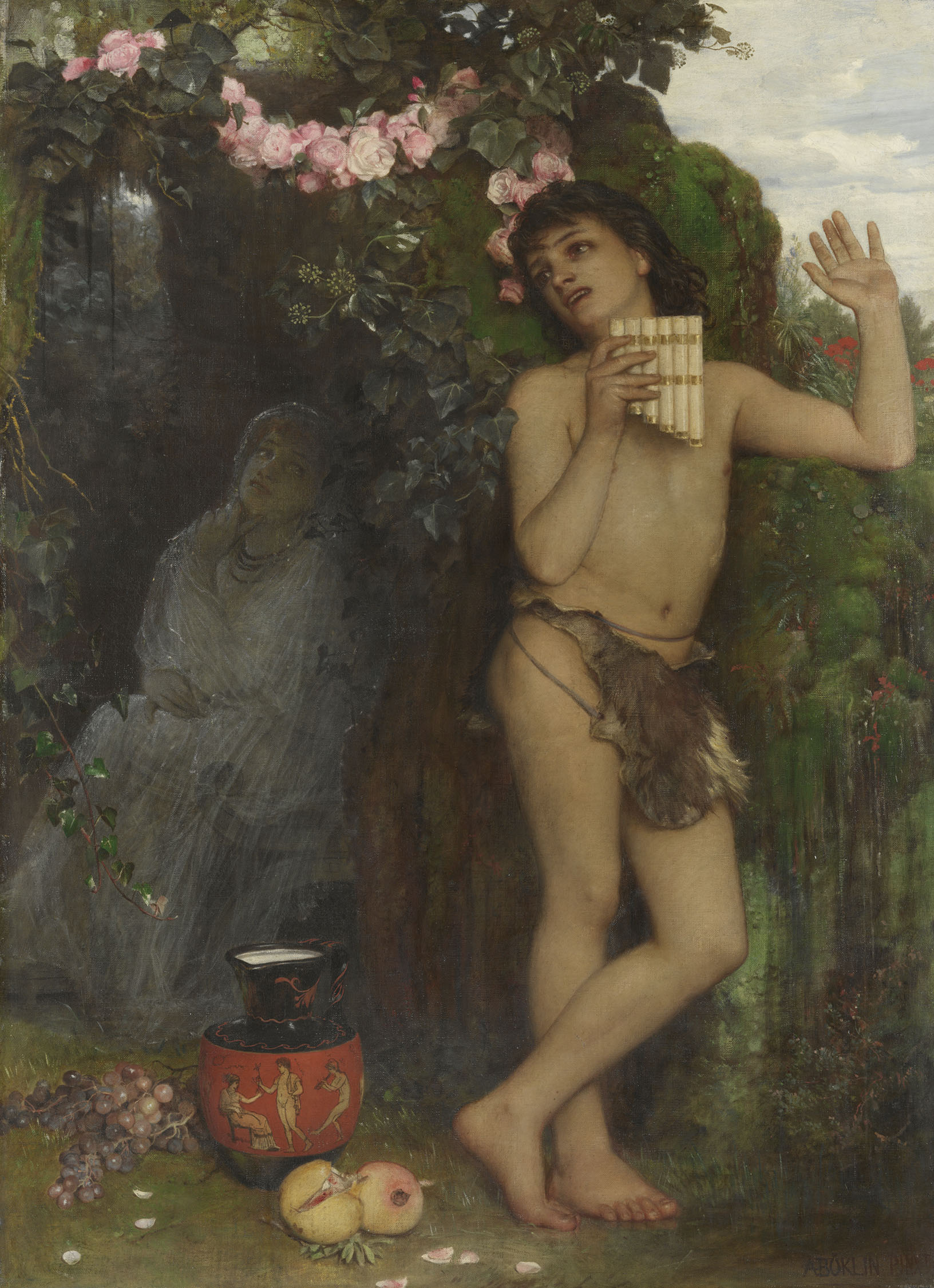
Die Klage des Hirten (Amaryllis), 1866, Sammlung Schack, Bayerische Staatsgemäldesammlungen, München
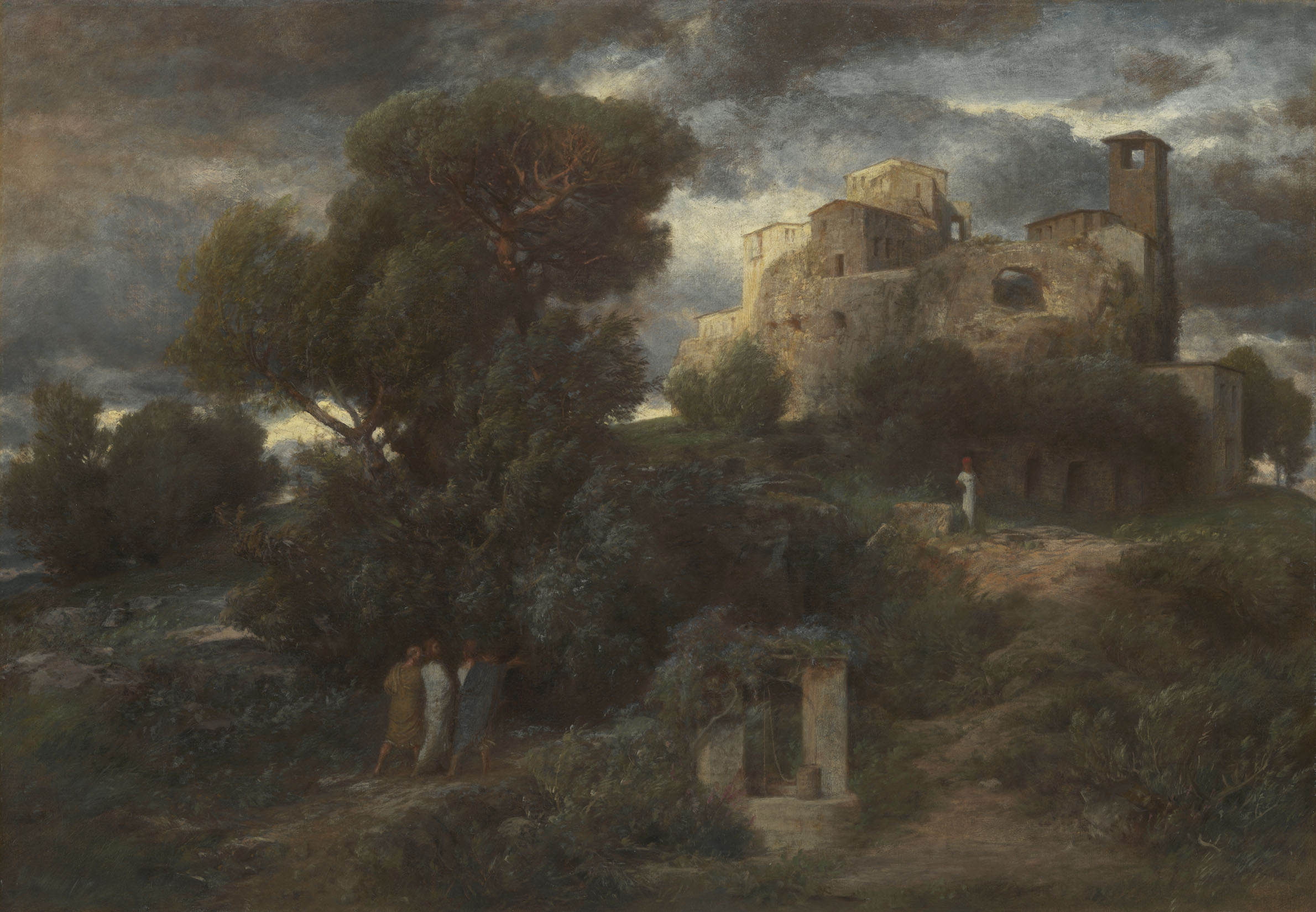
Der Gang nach Emmaus, 1870, Sammlung Schack, Bayerische Staatsgemäldesammlungen, München
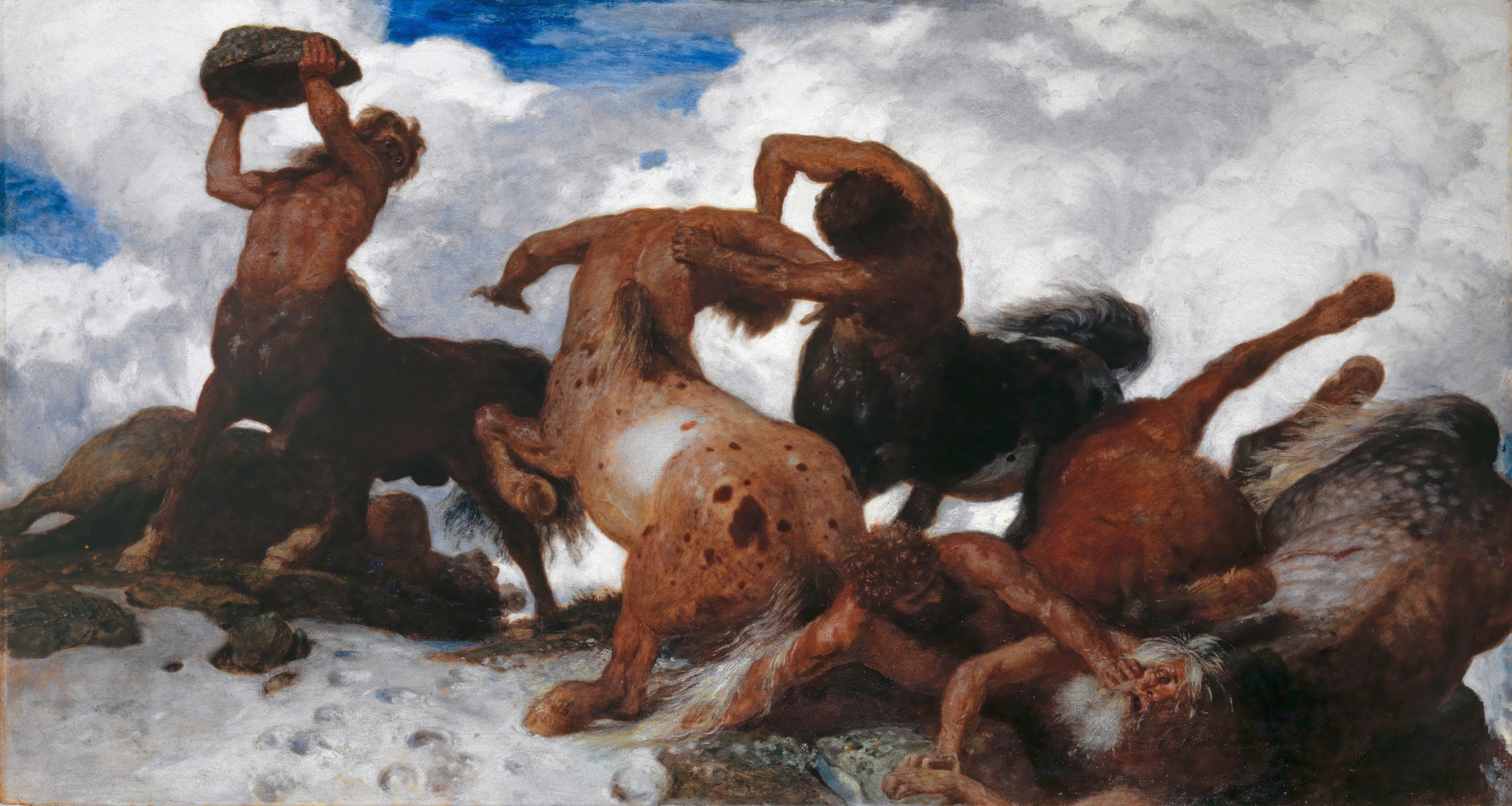
Kentaurenkampf, 1873, Kunstmuseum Basel
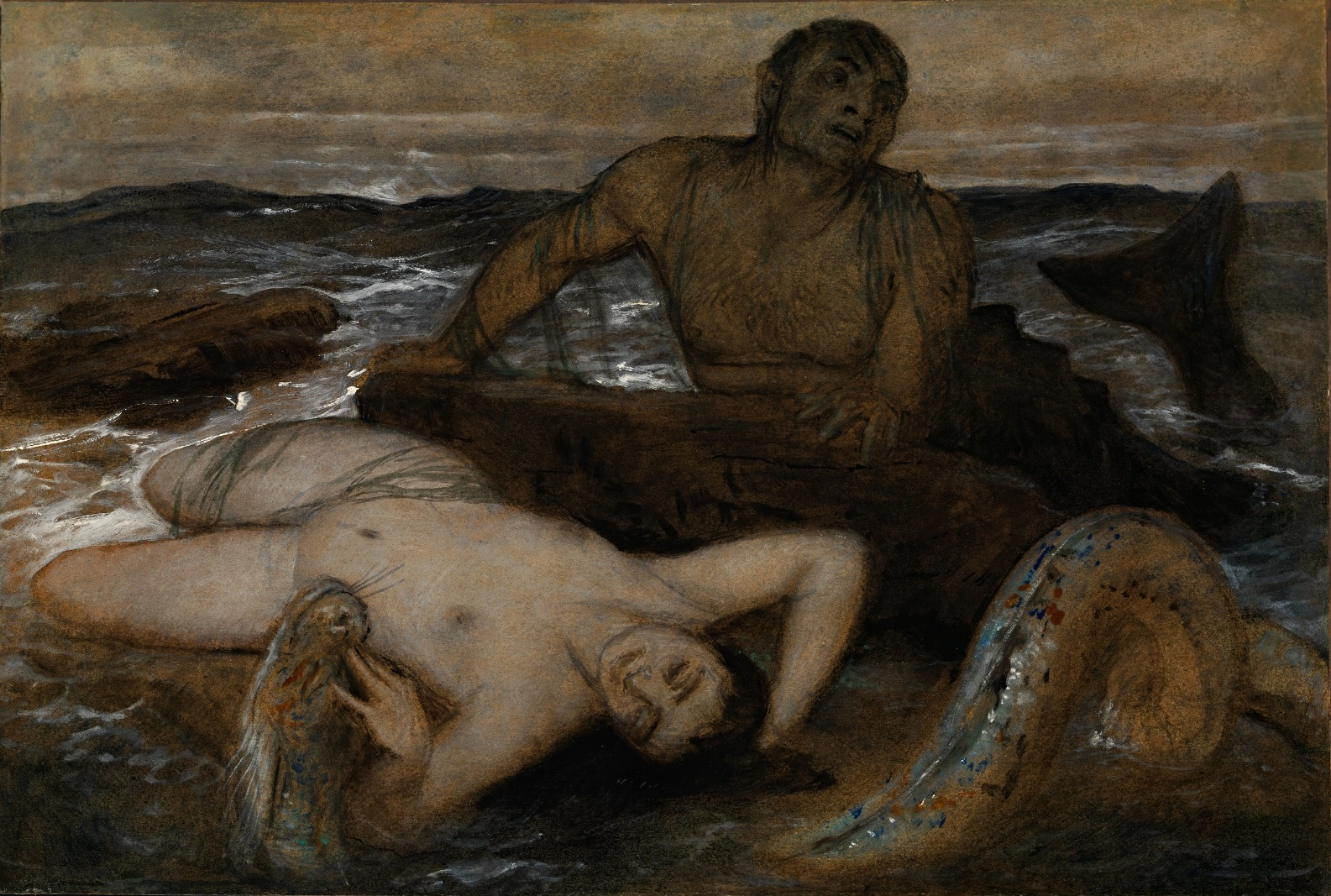
Triton und Nereide, 1877, Kunst Museum Winterthur
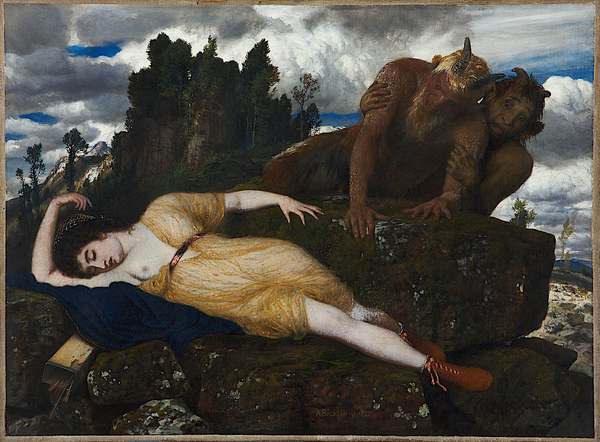
Schlafende Diana, von zwei Faunen belauscht, 1877, Museum Kunstpalast, Düsseldorf
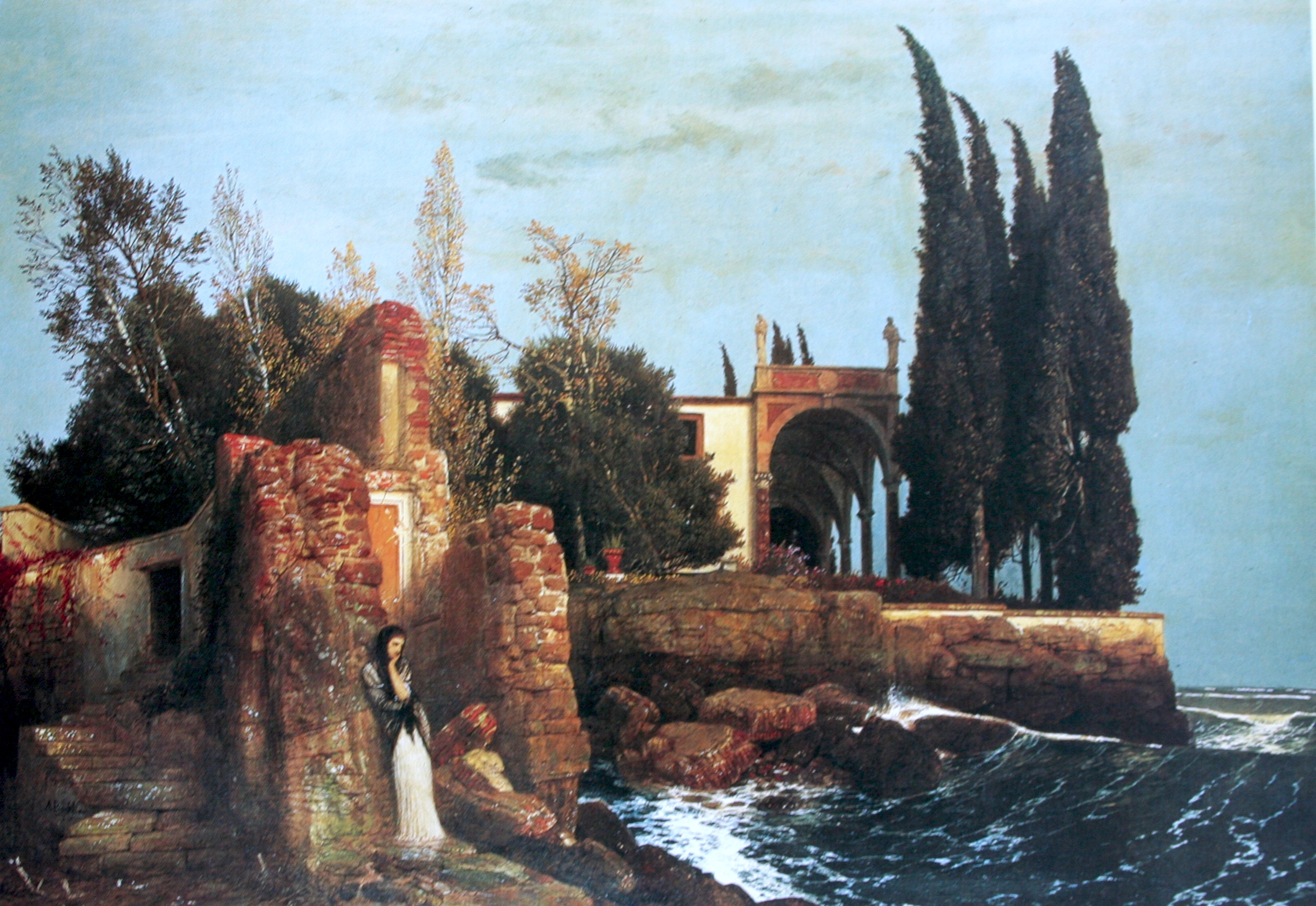
Villa am Meer, 1878, Kunstmuseum Winterthur
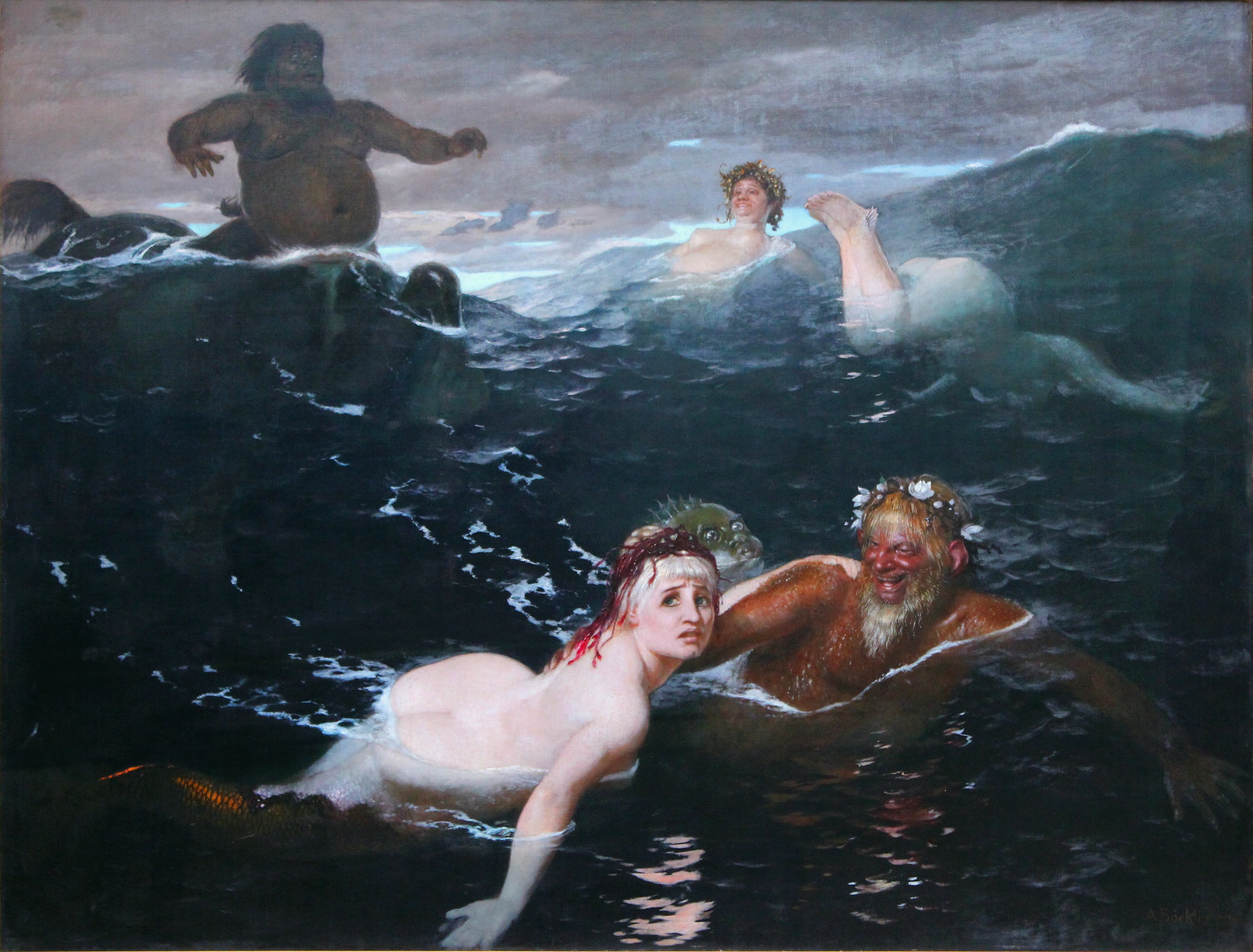
Im Spiel der Wellen, 1883, Neue Pinakothek, München
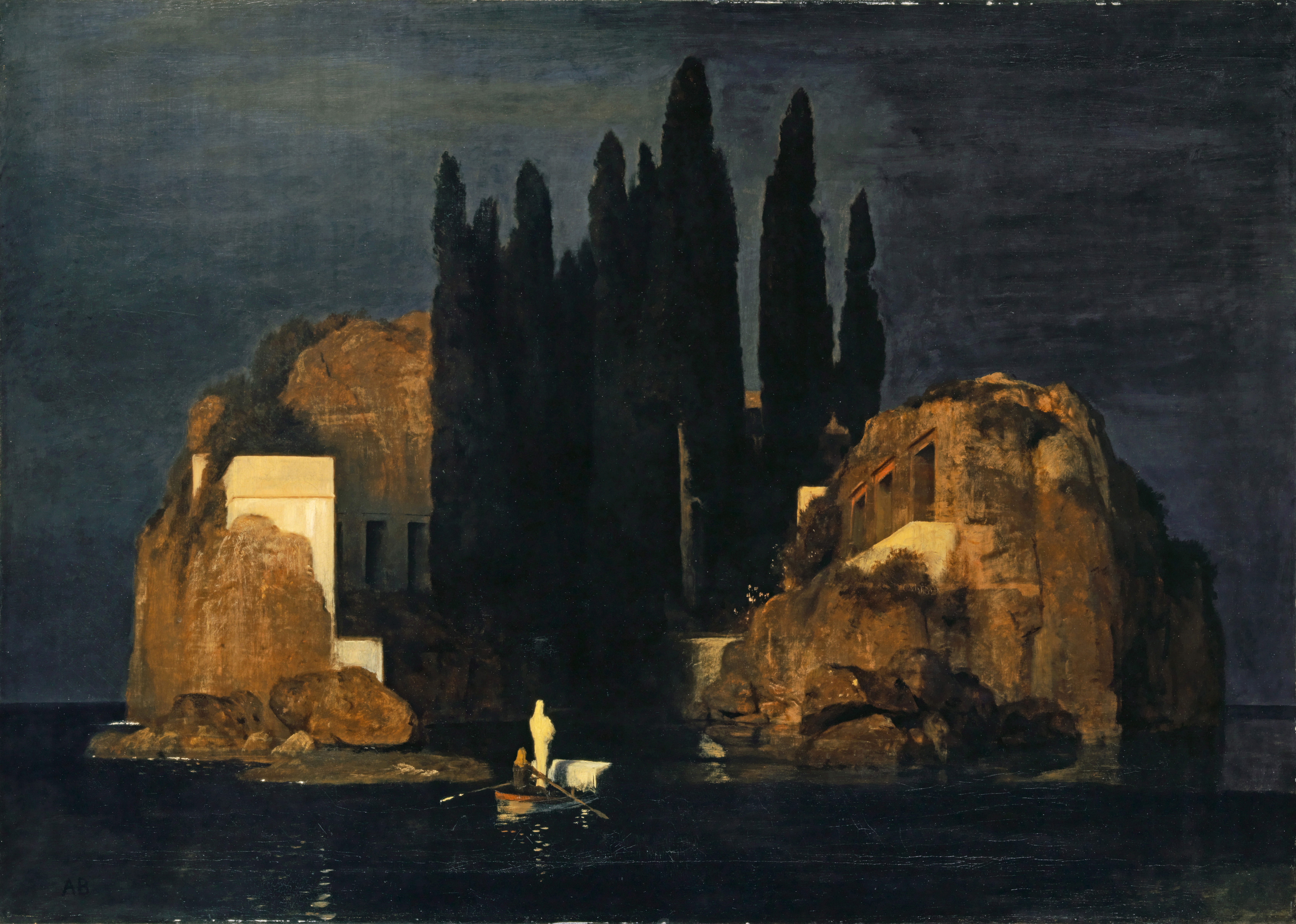
Die Toteninsel, Ur-Version, nach 1880, Depositum der Gottfried Keller-Stiftung, Inventarnummer GKS588, Kunstmuseum Basel
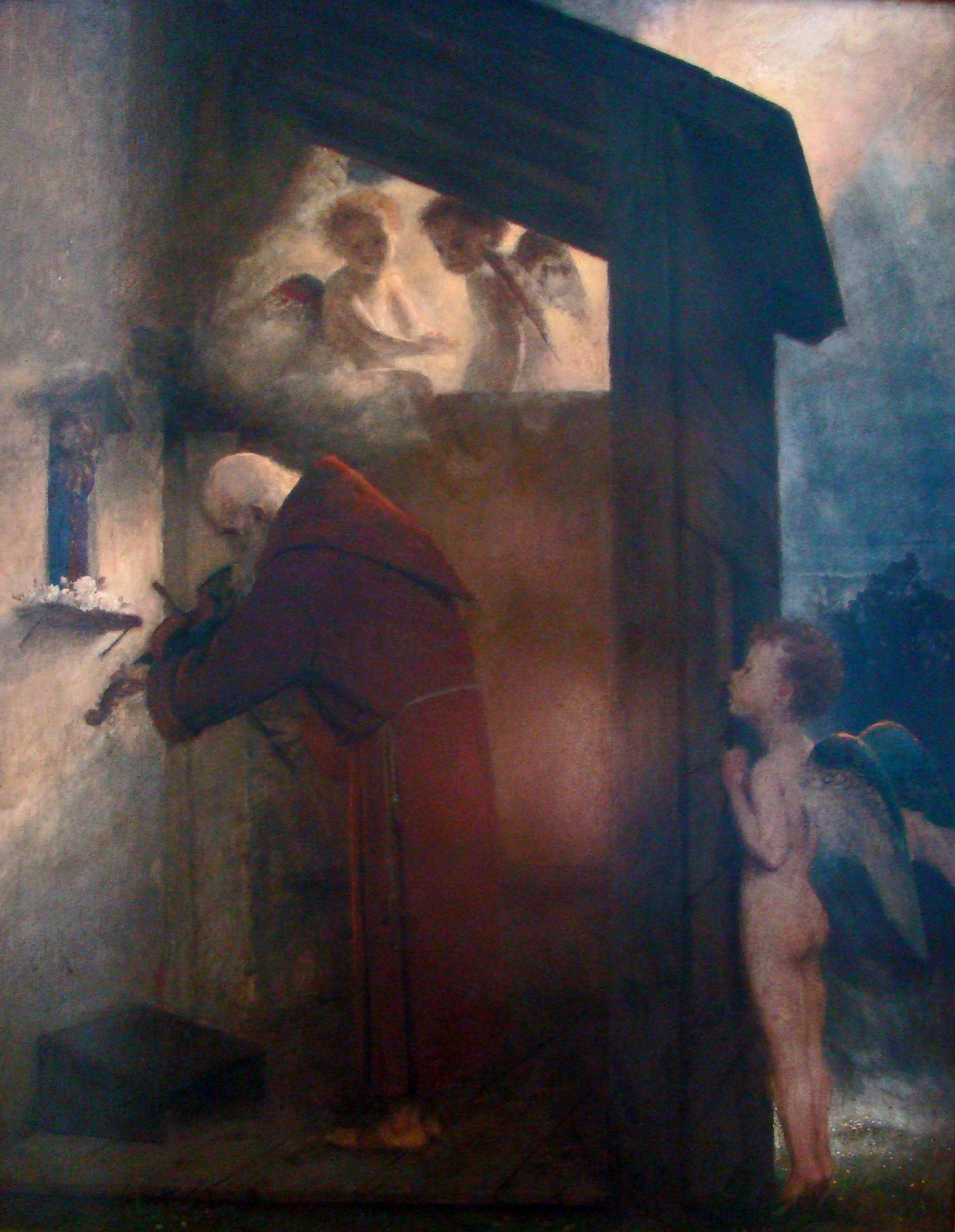
Der Einsiedler, 1884, Alte Nationalgalerie, Berlin
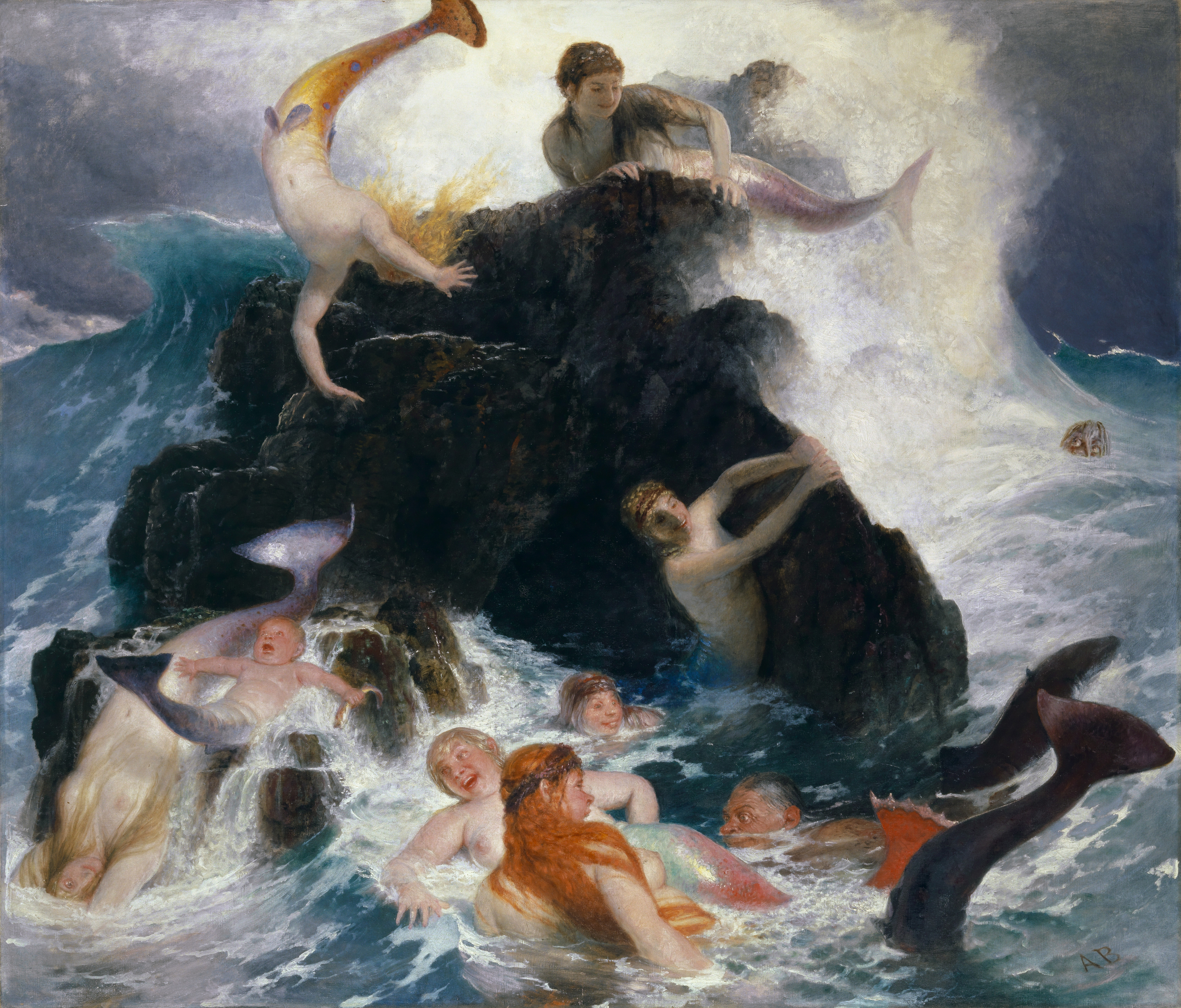
Spiel der Najaden, 1886, Kunstmuseum Basel
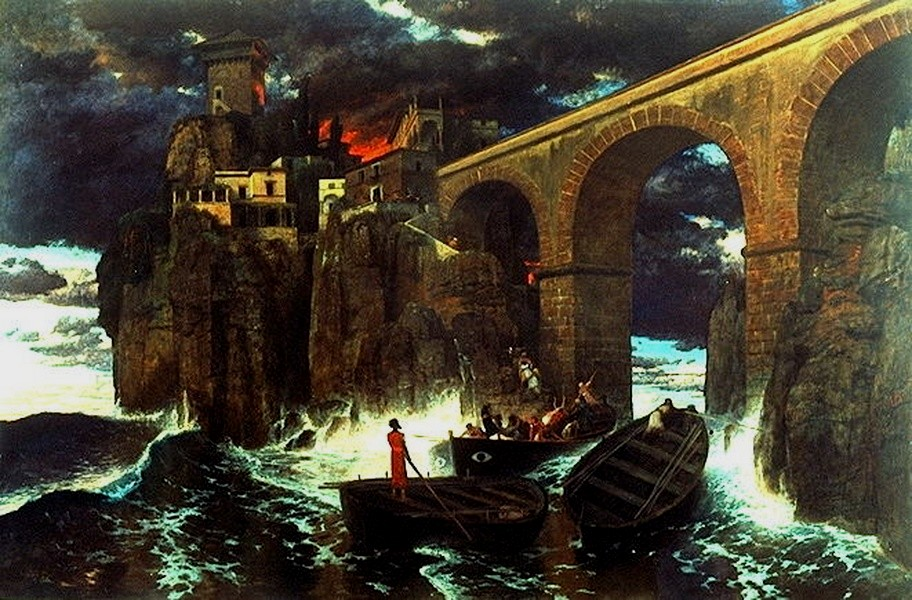
Überfall von Seeräubern, 1886, Wallraf-Richartz-Museum, Köln
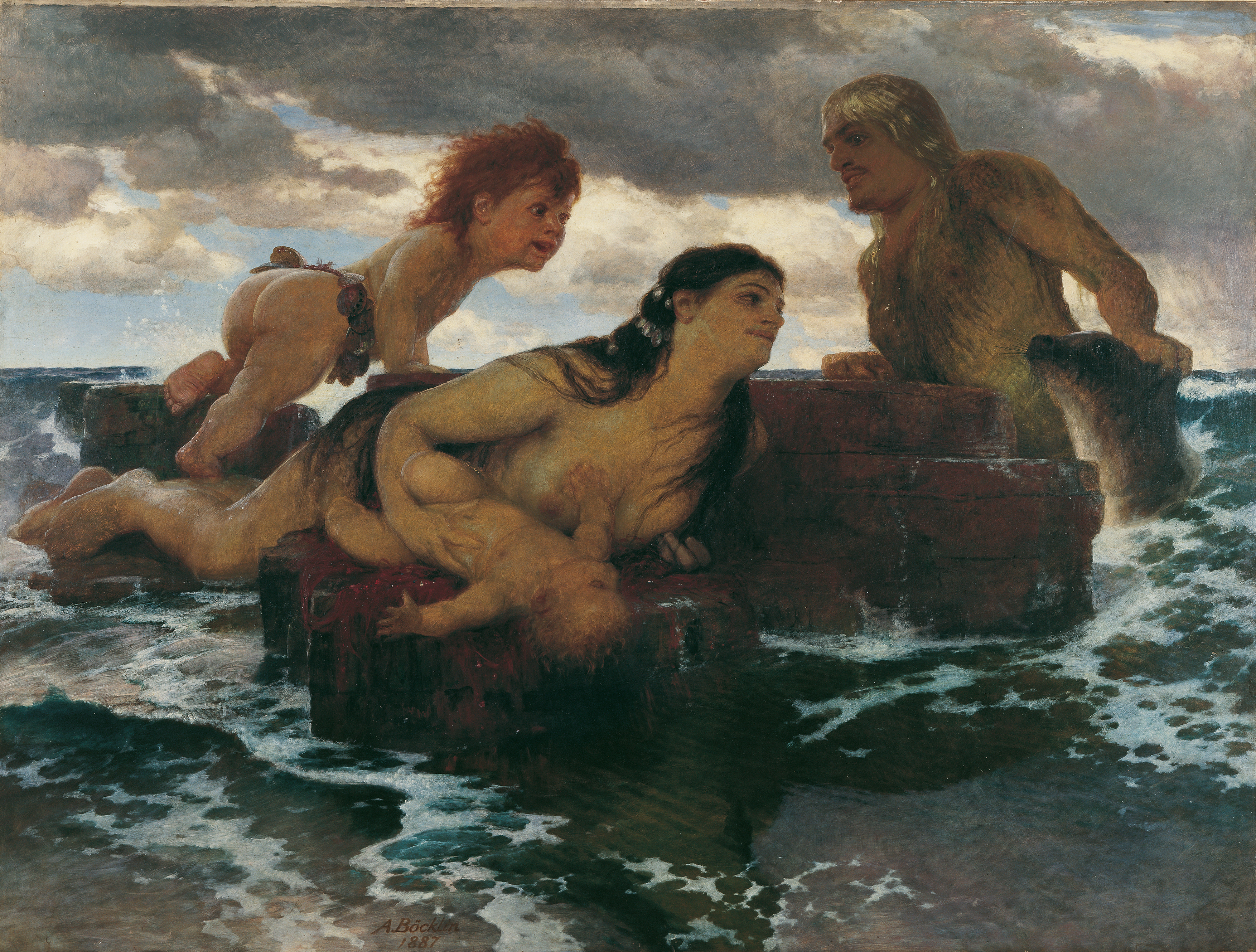
Meeresidylle, 1887, Belvedere, Wien
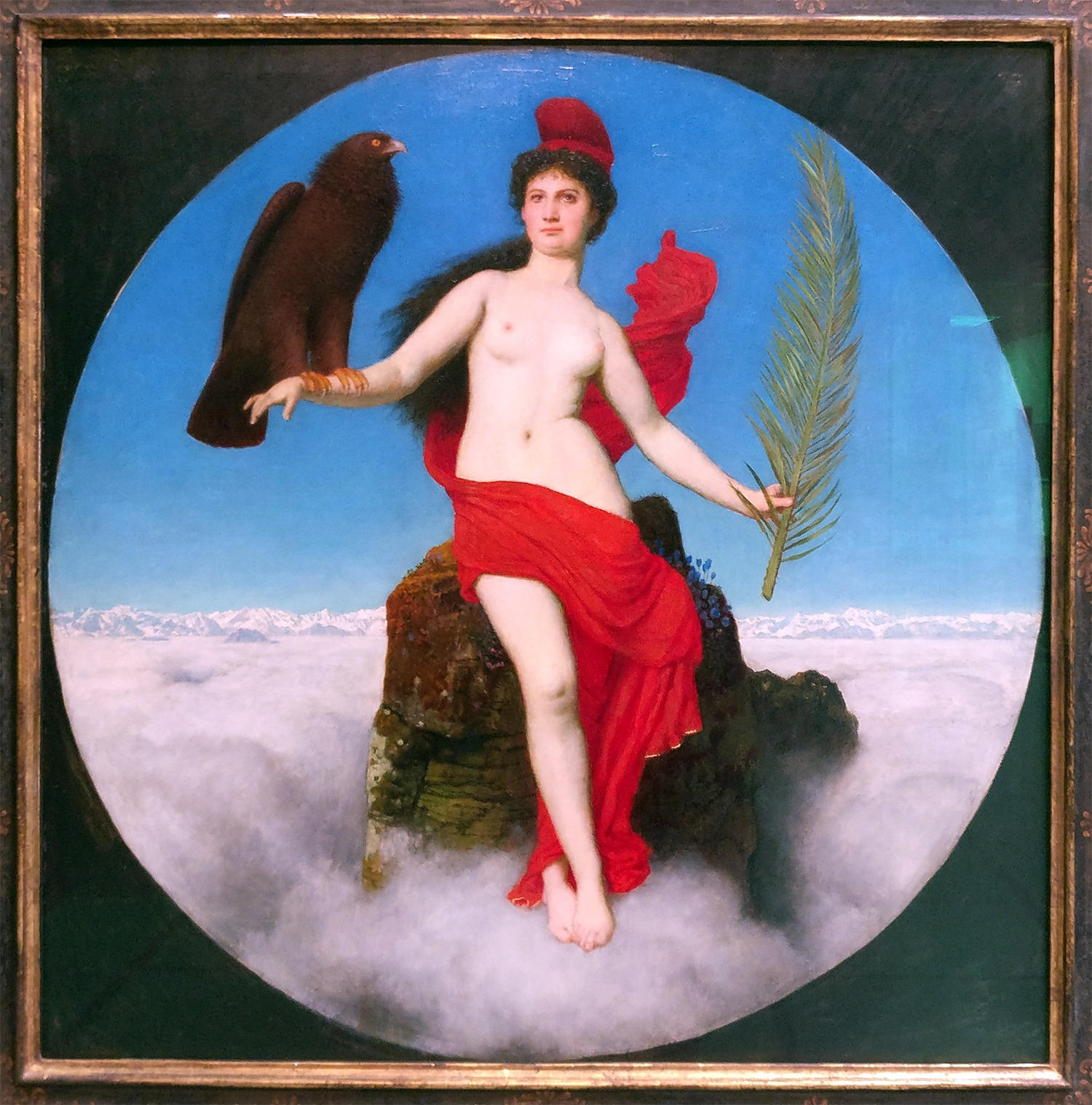
Freiheit, Helvetia, 1891, Moserbau 2, Kunsthaus Zürich, Leihgabe der Nationalgalerie Berlin, 1983
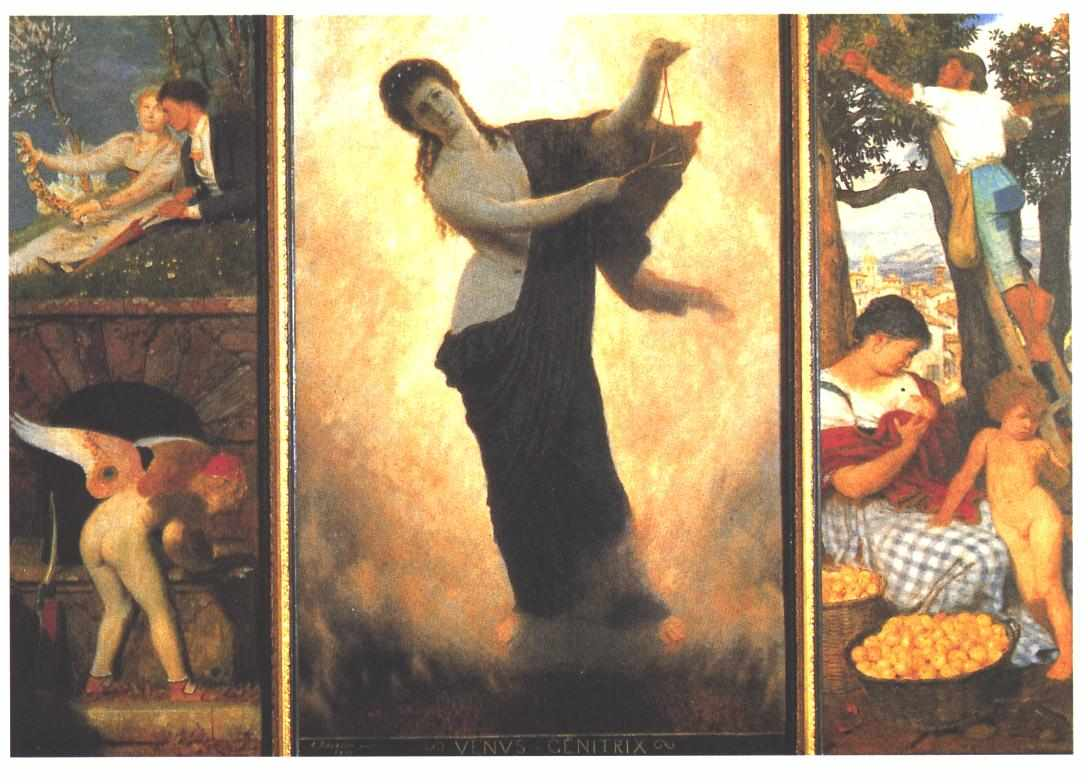
Venus Genetrix, 1895, Kunsthaus Zürich
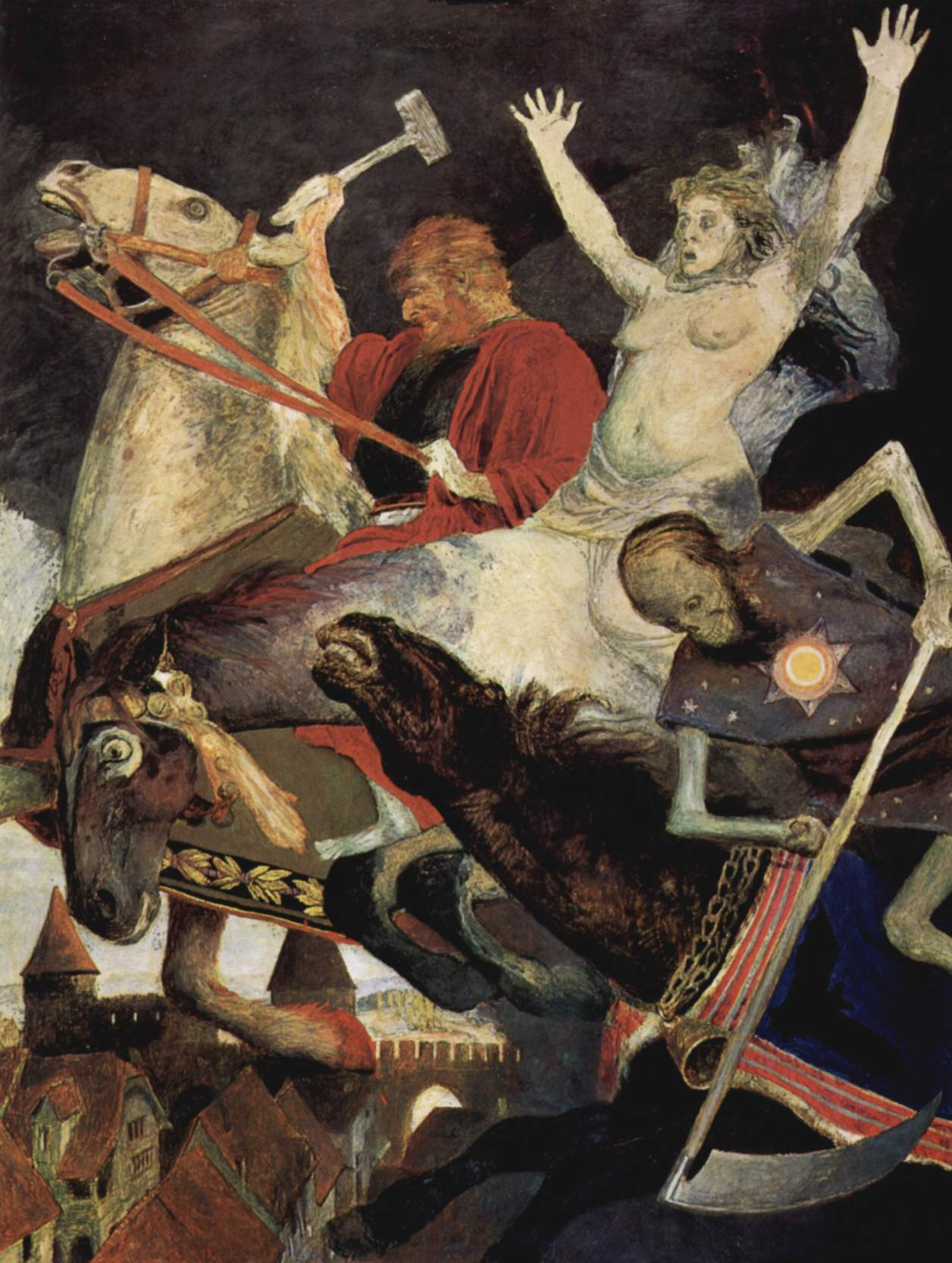
Der Krieg, um 1897, zweite Version, Inventarnummer GKS3281, Depositum der Gottfried Keller-Stiftung, Moserbau 2, Kunsthaus Zürich
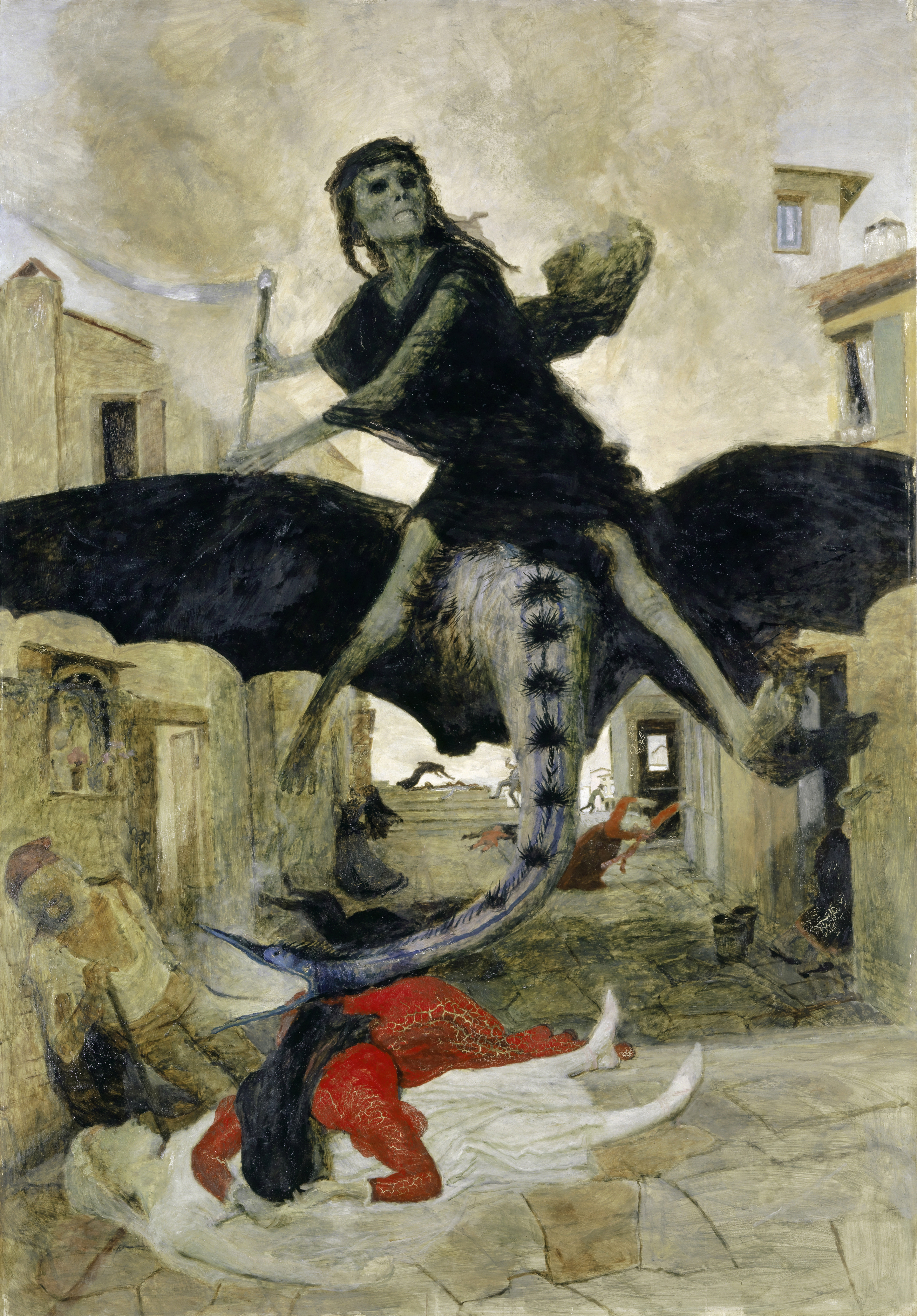
Die Pest, 1898, Depositum der Gottfried Keller-Stiftung, Kunstmuseum Basel

## Ausstellungen (Auswahl)
Einzelausstellungen zu Lebzeiten

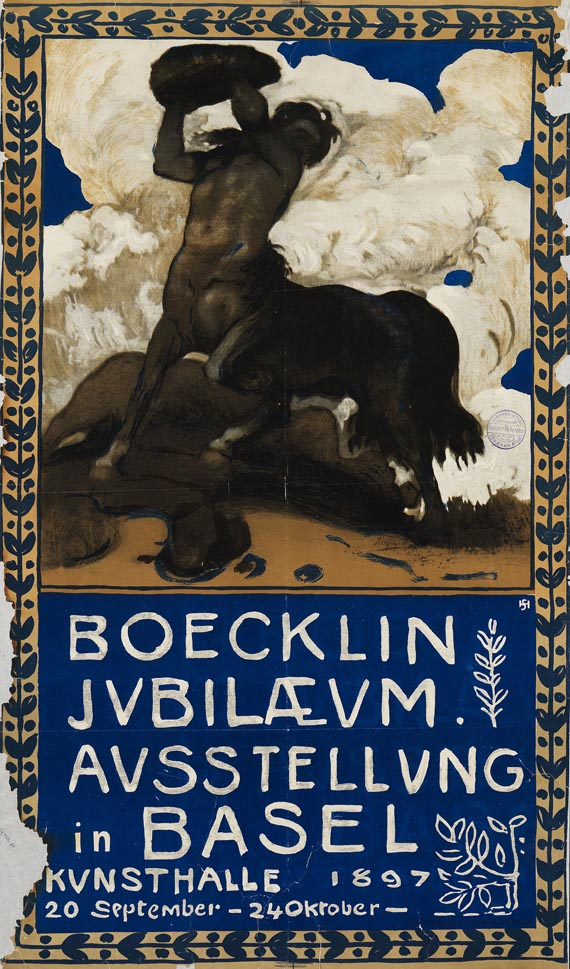
Arnold Böcklin, Jubilaeum-Ausstellung in der Kunsthalle Basel 1897

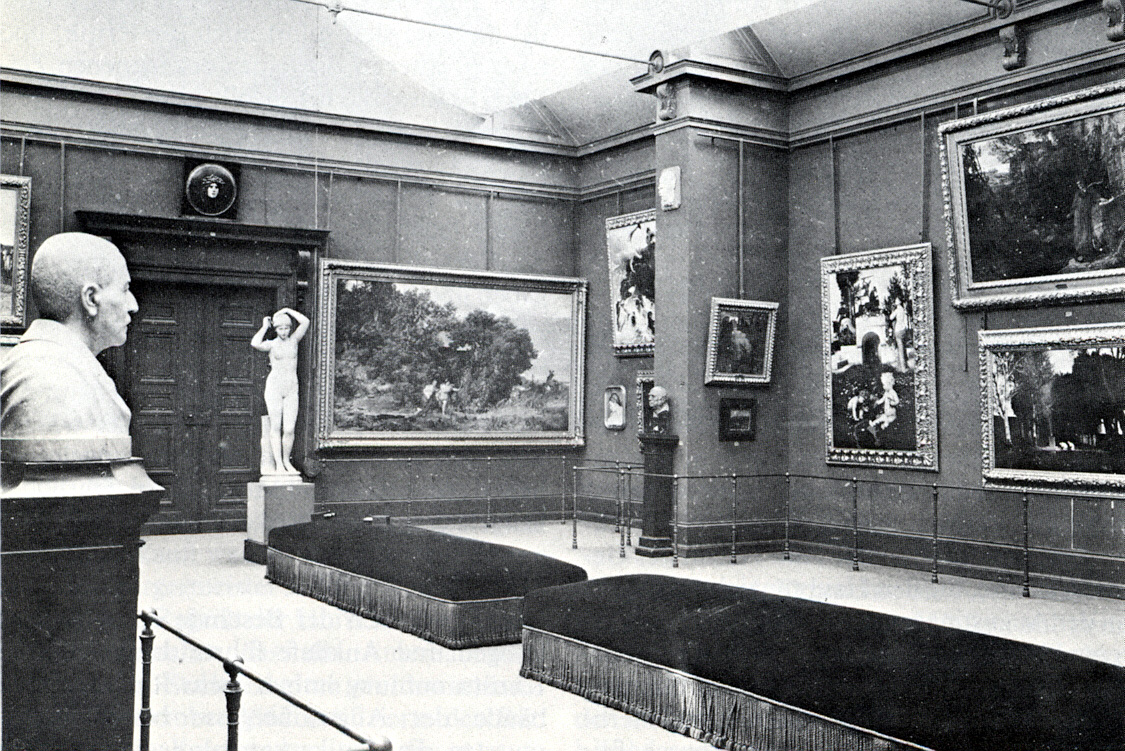
Öffentliche Kunstsammlung Basel: Böcklinsaal im Museum an der Augustinergasse, 1907

- 1897: Die hervorragendsten Werke von Arnold Böcklin in Heliogravur, Grafische Sammlung ETH Zürich[20]
- 1897: Böcklin-Jubiläums-Ausstellung, Kunsthalle Basel (Basler Kunstverein)
- 1897–1898: Akademie-Ausstellung von Werken Arnold Böcklins zur Feier seines 70. Geburtstages, Königliche Akademie der Künste, Berlin
- 1898: Ausstellung von Werken Arnold Böcklins zur Feier seines 70. Geburtstages, Hamburger Kunsthalle

Einzelausstellungen postum
- 1902: Böcklin-Ausstellung im Leipziger Kunstverein, Leipzig
- 1913: Kunst-Salon Fritz Gurlitt. 1888-1913, Berlin
- 1927: Arnold Böcklin, Ausstellung zur Feier des 100. Geburtsjahres, Kunsthalle, Basel
- 1925: Landschaftsstudien von Arnold Böcklin, Kunsthaus Zürich
- 1951: Arnold Böcklin. Ausstellung zum Gedächtnis an seinen 50. Todestag, Kunsthalle Basel (Basler Kunstverein)
- 1977: Arnold Böcklin, 1827-1901. Ausstellung zum 150. Geburtstag, Mathildenhöhe, Darmstadt
- 1987: Arnold Böcklin: Werke aus dem Kunstmuseum Basel, Nationalmuseum für Westliche Kunst, Tokyo
- 2001: Arnold Böcklin, Musée d’Orsay, Paris
- 2001: Arnold Böcklin, Kunstmuseum, Basel
- 2002: Arnold Böcklin, Bayerische Staatsgemäldesammlungen, Neue Pinakothek

## Auszeichnungen und Ehrungen
- 1889: Ehrendoktorwürde der Universität Zürich
- 1890: Ehrenbürger von Zürich
- 1897: Arnold Böcklin-Medaille, herausgegeben vom Komitee des Böcklin-Jubiläums in Basel
- In verschiedenen Städten wurden Strassen nach ihm benannt, wie u. a. in Basel, Berlin-Blankenfelde-Mahlow, Braunschweig, Bremen-Schwachhausen, Dortmund-Mitte, Heidenheim an der Brenz, München, Reutlingen, Weimar, Wien und Zürich.
- Joseph Victor Widmann verfasste unmittelbar nach Böcklins Tod die Elegie Arnold Böcklin’s Tod.[21]
- Die 1904 in der Schriftgiesserei Otto Weisert in Stuttgart entwickelte Jugendstil-Schriftart wurde ihm zu Ehren Arnold Böcklin benannt.

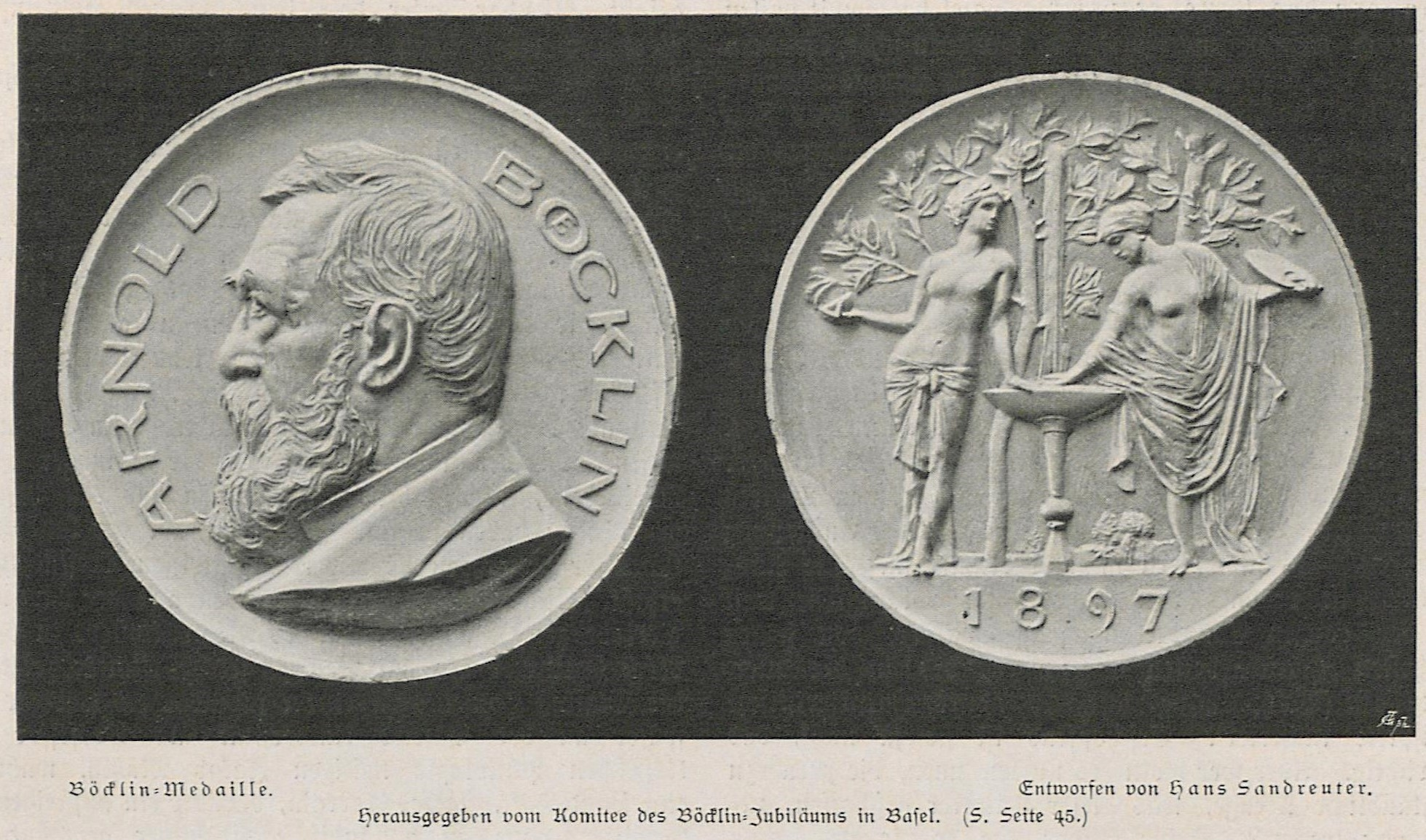
Arnold-Böcklin-Medaille, 1897, gestaltet von Hans Sandreuter
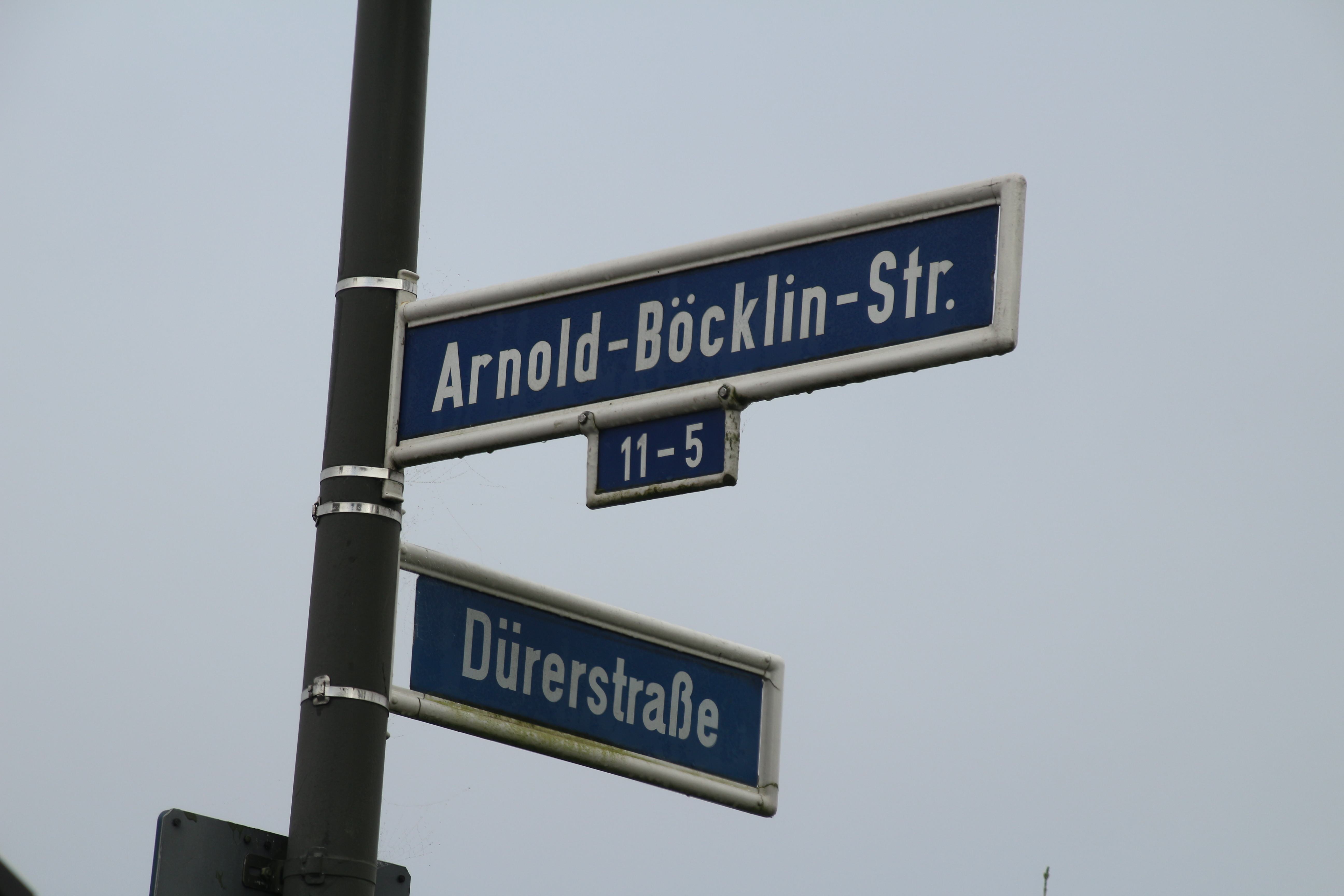
Arnold-Böcklin-Straße, Marl, Nordrhein-Westfalen
Die Schriftart Arnold Böcklin, Schriftgiesserei Otto Weisert, 1904

## Filme
- 1988: Arnold Böcklin 1827–1901, ein Film von Bernhard Raith
- 2013: Arnold Böcklin – Der Traum vom Tod, Film von Artem Demenok, Reihe NZZ-Format, Doku 3sat, SRF, NZZ

## Verdacht auf Raubkunst
Das Gemälde Campagna, 1844, das von Bruno Stefanini gekauft worden war und der von ihm gegründeten Stiftung für Kunst, Kultur und Geschichte gehört, steht im Verdacht Raubkunst zu sein. Vermutlich gehörte das Bild Wilhelm Freund (1915–1963) aus Wien. Eine unabhängige Kommission ist dabei zu prüfen, ob der frühere Besitzer das Werk wegen der Verfolgung durch die Nazis verloren hatte.

## Nachwirken in der Musik
Max Reger schuf 1912–1913 seine Vier Tondichtungen nach A. Böcklin op. 128, in denen er vier Gemälde Böcklins musikalisch umsetzte:
1. Der geigende Eremit
2. Im Spiel der Wellen
3. Die Toteninsel
4. Bacchanal

Neben Reger liessen sich auch andere Komponisten der Spätromantik wie Sergei Rachmaninow (Die Toteninsel, op. 29) von Gemälden Böcklins zu Tondichtungen inspirieren. Felix Weingarten schrieb als Opus 21 die Sinfonische Dichtung Das Gefilde der Seligen. Auch der vierte Satz der 2. Sinfonie op. 115 (1900), gen. Böcklin Symphony von Hans Huber, ist ein Umsetzen Böcklin’scher Gemälde in Musik. Weitere Werke sind Eine Reiter-Burleske (nach dem Gemälde Der Abenteurer) von Fidelio F. Finke, die Ballade zu Böcklins Bild Villa am Meer von Bohuslav Martinů sowie die Drei Böcklin-Fantasien von Felix Woyrsch. Diese bestehen aus den drei Sätzen Die Toteninsel, Der Eremit und Im Spiel der Wellen. Weitere Vertonungen der Toteninsel gibt es von Andreas Hallén, Joachim Albrecht Prinz von Preussen, Fritz Lubrich, Giacomo Orefice und Heinrich Schulz-Beuthen. Auch die Etüde g-Moll op. 33.8 und das Prelude h-Moll op. 32.10 von Rachmaninow wurden durch Gemälde von Böcklin inspiriert (Morgen und Die Rückkehr).